# Championnat de France de hockey sur glace 2022-2023
Saison précédente Saison suivante
La saison 2022-2023 est la 102e saison du championnat de France de hockey sur glace.
En Ligue Magnus, les Brûleurs de loups de Grenoble terminent premiers de la saison régulière et remportent ainsi le trophée Jacques-Lacarrière comme la saison précédente.
En séries éliminatoires, les quatre premiers de la saion régulière se qualifient en ne laissant que deux matchs en tout. Grenoble et Cergy-Pontoise perdent un seul match, alors que les Dragons de Rouen et les Ducs d'Angers passent en quatre matchs. Quatre des cinq matchs des Jokers vont néanmoins en prolongation. En demi-finale, les grenoblois écartent facilement Cergy-Pontoise quatre matchs à zéro (dont trois victoires à six buts d'écart ou plus) alors que Rouen élimine Angers quatre matchs à deux. Lors de la finale qui oppose les deux derniers vainqueurs de la Ligue Magnus, Grenoble commence par gagner ses deux matchs à domicile face à Rouen. Mais lors des quatre matchs suivants qui sont très serrés (deux victoires d'un but, deux autres en prolongation), Rouen inverse la tendance et gagne son dix-septième titre.
En bas de tableau, les Diables rouges de Briançon terminent derniers du championnat pour la quatrième fois d'affilée. Mais la non-promotion d'Épinal, champion de Division 1, mais qui n'a pas déposé de dossier d'accession à la Ligue Magnus, permet aux haut-alpins de se maintenir à nouveau.
Par la suite, la liquidation judiciaire des Scorpions de Mulhouse après la fin de la saison permet la montée administrative des Spartiates de Marseille en Ligue Magnus. Mulhouse est de son côté rétrogradé, et repart alors en Division 3 la saison suivante.
En Division 1, les Corsaires de Dunkerque terminent la saison régulière en tête.
Pourtant, il faudra cinq matchs aux nordistes pour disposer des Bisons de Neuilly-sur-Marne. Les autres séries se déroulent en quatre matchs. Les Drakkars de Caen (deuxièmes de la saison régulière) et les Wildcats d'Épinal (quatrièmes) font respecter la hiérarchie de la saison régulière en éliminant respectivement les Dogs de Cholet et l'Étoile noire de Strasbourg. Les Remparts de Tours pourtant sixièmes de la saison régulière éliminent l'Albatros de Brest. En demi-finale, Dunkerque et Caen s'inclinent trois matchs à un et à l'issue d'un match en prolongation contre respectivement Épinal et Tours. En finale, Épinal gagne trois matchs à zéro contre Tours. Malgré le titre, Épinal ne monte pourtant pas, n'ayant pas déposé de dossier d'accession à la Ligue Magnus, ce qui permet à Briançon de s'y maintenir.
En bas de tableau, les Vipers de Montpellier sont relégués en Division 2, ayant refusé le repêchage qui leur est proposé en raison de l'impossibilité pour Vaujany d'être promu.
En raison de la liquidation du club de Mulhouse, les Spartiates de Marseille, pourtant participants à la poule de maintien, sont promus en Ligue Magnus, le club ayant déposé un dossier d'accession à cette division.
En Division 2, les Français volants de Paris et les Grizzlys de Vaujany terminent premiers de leur groupe en saison régulière.
Une seule surprise en huitièmes, avec la qualification des Chevaliers du lac d'Annecy (cinquièmes de la poule sud) aux dépens des Phénix de Reims (quatrièmes de la poule nord).
En quart, Paris et Vaujany se qualifient deux matchs à zéro pour les demi-finales. Leurs dauphins en phase régulière, les Diables rouges de Valenciennes et les Renards de Roanne sont éliminés par les troisièmes de poule des poules opposées à savoir les Comètes de Meudon et les Bouquetins du HCMP. Les demi-finales sont terminées en trois matchs. Meudon pourtant battu deux fois en saison régulière par Paris prend sa revanche. Vaujany disposant pour sa part du HCMP. Lors de la finale, Vaujany gagne les deux premiers matchs à domicile, avant que Meudon en fasse de même chez lui. Lors du match décisif, Vaujany s'impose 8-6 avec le dernier but en cage vide. Champion de Division 2, Vaujany ne peut pourtant pas être promu, s'agissant de la réserve des Brûleurs de loups de Grenoble, et les réserves ne pouvant accéder à la Division 1. Il est malgré tout nécessaire qu'une équipe soit promue, car Montpellier qui aurait pu être repêché, a refusé cette possibilité. C'est alors Meudon, finaliste, qui est promu.
Par la suite, en raison de la montée administrative de Marseille en Ligue Magnus qui laisse une place vacante en Division 1, des dossiers d'accession sont étudiés par la fédération, et c'est Valenciennes qui est retenu et accède donc à la Division 1 en compagnie de Meudon. De même, la rétrogradation de Mulhouse directement en Division 3 permet à Clermont de se maintenir en Division 2.
En Division 3, les quatre vainqueurs de leur poule en saison régulière à savoir les Aigles de La Roche-sur-Yon, les Caribous de Seine-et-Marne, les Ducs de Dijon et les Lions de Lyon se qualifient pour le carré final. La Roche-sur-Yon et Lyon vainqueurs de leurs deux premiers matchs sont assurés de monter en Division 2 avant même la dernière journée. Lors du match qui les oppose, La Roche-sur-Yon s'impose 3-1 et décroche donc le titre de champion de France de Division 3. A noter que les Yonnais auront remporté l'intégralité des matchs de leur saison.
Les Taureaux de feu de Limoges et les Chevaliers du lac d'Annecy II ne se réengagent pas la saison suivante.

## Règlement
Il s'applique pour toutes les divisions.

### Points
Les points sont attribués de la façon suivante :
- victoire dans le temps règlementaire : 3 points ;
- victoire en prolongation ou aux tirs au but : 2 points ;
- défaite en prolongation ou aux tirs au but : 1 point ;
- défaite dans le temps règlementaire : 0 point.

### Classement
Les équipes sont classées en fonction du nombre de points qu'elles ont enregistré. En cas d'égalité, les critères suivants sont appliqués :
1. Points dans les rencontres directes ;
2. Nombre de matchs perdus par forfait ;
3. Nombre de buts marqués dans le temps réglementaire entre les équipes concernées ;
4. Différence de buts générale ;
5. Quotient buts marqués / buts encaissés lors de tous les matchs de la poule ;
6. Nombre de buts marqués lors de tous les matchs de la poule.

Si après avoir épuisé tous ces critères, deux équipes sont toujours à égalité, un match de barrage est alors organisé sur terrain neutre.

## Synerglace Ligue Magnus

### Équipes engagées
| \| Amiens Angers Anglet Bordeaux Briançon Cergy-Pontoise Chamonix Gap Grenoble Mulhouse Nice Rouen \| Localisation des clubs engagés en Synerglace Ligue Magnus. · Tenant du titre |
| Amiens Angers Anglet Bordeaux Briançon Cergy-Pontoise Chamonix Gap Grenoble Mulhouse Nice Rouen                                                                                    |

| Club                             | Dernière montée | Classement 2021-2022 | Entraîneur                   | Patinoire                    | Capacité théorique | Nombre de saisons en Magnus |
| -------------------------------- | --------------- | -------------------- | ---------------------------- | ---------------------------- | ------------------ | --------------------------- |
| Brûleurs de loups de Grenoble    | 2000            | 1er                  | Jyrki Aho                    | Patinoire Polesud            | 4 208              | 50                          |
| Ducs d'Angers                    | 1992            | 2e                   | Mario Richer Jason O'Leary   | Angers IceParc               | 3 586              | 31                          |
| Dragons de Rouen                 | 1985            | 3e                   | Fabrice Lhenry               | L'Île Lacroix                | 3 279              | 38                          |
| Jokers de Cergy-Pontoise         | 2020            | 4e                   | Jonathan Paredes             | Aren'ice                     | 3 000              | 3                           |
| Gothiques d'Amiens               | 1982            | 5e                   | Anthony Mortas Mario Richer  | Coliseum                     | 3 400              | 41                          |
| Rapaces de Gap                   | 2009            | 6e                   | Éric Blais                   | Alp'Arena                    | 2 930              | 49                          |
| Pionniers de Chamonix Mont-Blanc | 2005            | 7e                   | Marc LeFebvre                | Centre sportif Richard-Bozon | 1 700              | 89                          |
| Boxers de Bordeaux               | 2015            | 8e                   | Olivier Dimet                | Patinoire de Mériadeck       | 3 312              | 8                           |
| Aigles de Nice                   | 2016            | 9e                   | Stanislav Sutor Daniel Babka | Palais des sports Jean-Bouin | 1 200              | 7                           |
| Hormadi Anglet                   | 2018            | 10e                  | Pierrick Rézard              | Patinoire de la Barre        | 1 200              | 15                          |
| Scorpions de Mulhouse            | 2017            | 11e                  | Kévin Hecquefeuille          | Patinoire de l'Illberg       | 1 600              | 7                           |
| Diables rouges de Briançon       | 2019            | 12e                  | Daniel Sedlak                | Patinoire René-Froger        | 2 300              | 49                          |

Légende des couleurs
- En gras : champion de France, qualifié pour la Ligue des champions 2022-2023
- En italique : vainqueur de la Coupe de France, qualifié pour la Coupe continentale 2022-2023

### Saison régulière
La saison régulière se joue du 9 septembre 2022 au 3 mars 2023. Réunies au sein d'une poule unique, les 12 équipes se rencontrent en double matchs aller-retour. À l'issue de cette première phase, les 8 premiers se qualifient pour les séries éliminatoires, du 8 mars 2023 au 17 avril 2023, jouées au meilleur des 7 matchs. Les 4 derniers jouent une phase de relégation, entre le 8 mars 2023 et le 17 avril 2023. Cette phase est un mini-championnat en matchs aller-retour à l'issue duquel le dernier est relégué en Division 1.

#### Résultats
Le score de l'équipe à domicile, située dans la colonne de gauche, est inscrit en premier.
| Résultats (dom.\ext.)                                              | AMI | ANG   | AGL | BOR   | BRI   | CER   | CHA   | GAP  | GRE   | MUL   | NIC   | ROU   | AMI   | ANG   | AGL   | BOR   | BRI   | CER   | CHA   | GAP   | GRE   | MUL   | NIC   | ROU   |
| Amiens                                                             |     | 4-3   | 4-0 | 5-4TF | 3-2   | 1-3   | 2-3TF | 5-1  | 1-5   | 2-3   | 2-3   | 5-6   |       | 4-1   | 4-0   | 4-1   | 8-1   | 2-3   | 1-5   | 5-2   | 2-4   | 2-0   | 3-2   | 1-6   |
| Angers                                                             | 4-3 |       | 5-1 | 1-2Pr | 5-2   | 7-1   | 5-3   | 4-1  | 3-4TF | 3-1   | 5-2   | 3-4TF | 3-1   |       | 3-1   | 4-2   | 5-2   | 4-5Pr | 4-1   | 7-5   | 3-0   | 6-1   | 0-1Pr | 5-6Pr |
| Anglet                                                             | 0-7 | 1-8   |     | 5-4TF | 4-3   | 2-3TF | 3-2   | 1-11 | 1-0   | 3-2Pr | 5-6Pr | 4-5Pr | 1-4   | 0-4   |       | 6-4   | 2-3TF | 2-7   | 5-2   | 4-5Pr | 2-8   | 2-1TF | 3-2TF | 5-3   |
| Bordeaux                                                           | 3-2 | 3-4   | 6-0 |       | 7-2   | 6-2   | 4-1   | 2-3  | 4-5   | 3-2   | 1-2Pr | 5-7   | 1-3   | 1-2TF | 4-1   |       | 6-0   | 7-3   | 5-2   | 4-3TF | 2-3Pr | 3-1   | 4-3   | 6-3   |
| Briançon                                                           | 2-3 | 2-7   | 4-5 | 6-4   |       | 2-3TF | 3-1   | 1-3  | 2-3   | 2-6   | 2-7   | 1-4   | 2-4   | 1-2   | 2-6   | 0-1Pr |       | 2-3TF | 0-8   | 2-1TF | 2-4   | 1-2   | 2-5   | 7-5   |
| Cergy-Pontoise                                                     | 5-2 | 4-6   | 5-4 | 7-5   | 3-1   |       | 4-2   | 5-4  | 4-5   | 2-4   | 4-3   | 4-5Pr | 3-2   | 1-5   | 3-2Pr | 6-2   | 5-2   |       | 2-1Pr | 4-1   | 1-6   | 6-4   | 4-3   | 2-3   |
| Chamonix                                                           | 2-3 | 2-4   | 4-2 | 2-3   | 3-2Pr | 5-1   |       | 5-3  | 2-5   | 7-4   | 2-1Pr | 3-5   | 5-4TF | 5-4   | 7-1   | 6-3   | 3-2   | 1-3   |       | 2-1   | 1-6   | 2-3Pr | 3-1   | 1-5   |
| Gap                                                                | 4-2 | 1-3   | 3-1 | 4-3Pr | 2-1   | 2-3   | 5-2   |      | 2-1Pr | 5-3   | 5-2   | 2-8   | 4-2   | 4-1   | 7-3   | 3-6   | 4-0   | 6-4   | 3-2TF |       | 2-6   | 2-6   | 6-0   | 2-8   |
| Grenoble                                                           | 9-0 | 5-3   | 7-1 | 3-1   | 4-1   | 5-1   | 5-2   | 4-0  |       | 4-1   | 6-0   | 3-2TF | 6-3   | 3-2   | 8-3   | 6-3   | 6-1   | 4-3   | 6-1   | 4-1   |       | 2-1   | 4-0   | 6-3   |
| Mulhouse                                                           | 4-1 | 3-2TF | 8-2 | 4-2   | 5-1   | 2-3   | 6-2   | 2-3  | 4-7   |       | 3-2TF | 2-1   | 4-2   | 1-5   | 5-6Pr | 2-3   | 7-2   | 4-2   | 1-4   | 5-3   | 2-3   |       | 2-0   | 4-7   |
| Nice                                                               | 4-3 | 4-5TF | 2-4 | 5-1   | 10-3  | 3-2   | 3-2TF | 0-3  | 3-4   | 6-2   |       | 2-5   | 0-3   | 1-5   | 0-3   | 3-2Pr | 2-1   | 6-5TF | 2-3   | 1-3   | 1-3   | 1-3   |       | 3-4   |
| Rouen                                                              | 5-2 | 6-4   | 1-2 | 2-4   | 9-3   | 7-1   | 7-3   | 4-3  | 7-4   | 6-3   | 4-2   |       | 7-2   | 5-1   | 10-2  | 4-2   | 10-1  | 4-2   | 6-1   | 2-3   | 5-3   | 6-0   | 2-1   |       |
| - Victoire à domicile - Victoire à l'extérieur - Match non disputé |     |       |     |       |       |       |       |      |       |       |       |       |       |       |       |       |       |       |       |       |       |       |       |       |

Pr : Prolongation    -    TF : Tirs de fusillade

#### Classement
Pour l'attribution des points, voir la section « Règlement » ci-dessus.
| Clt   | Équipe         | PJ | V  | VP | D  | DP | BP  | BC  | Diff | Pts     |
| ----- | -------------- | -- | -- | -- | -- | -- | --- | --- | ---- | ------- |
| +001, | Grenoble       | 44 | 36 | 3  | 4  | 1  | 199 | 89  | +110 | 115     |
| +002, | Rouen          | 44 | 31 | 4  | 8  | 1  | 224 | 124 | +100 | 102     |
| +003, | Angers         | 44 | 27 | 2  | 8  | 7  | 170 | 110 | +60  | 92      |
| +004, | Cergy-Pontoise | 44 | 19 | 6  | 16 | 3  | 147 | 156 | -9   | 71      |
| +005, | Gap            | 44 | 19 | 4  | 19 | 2  | 139 | 139 | +0   | 67      |
| +006, | Bordeaux       | 44 | 17 | 3  | 17 | 7  | 149 | 142 | +7   | 64      |
| +007, | Amiens         | 44 | 18 | 1  | 23 | 2  | 127 | 134 | -7   | 58      |
| +008, | Mulhouse       | 44 | 17 | 3  | 21 | 3  | 133 | 139 | -6   | 56 (-4) |
| +009, | Chamonix       | 44 | 14 | 4  | 22 | 4  | 125 | 148 | -23  | 54      |
| +010, | Anglet         | 44 | 11 | 5  | 22 | 6  | 111 | 194 | -83  | 49      |
| +011, | Nice           | 44 | 9  | 6  | 25 | 4  | 110 | 141 | -31  | 43      |
| +012, | Briançon       | 44 | 3  | 2  | 35 | 4  | 84  | 200 | -116 | 17      |

- Vainqueur du trophée Jacques-Lacarrière, qualifié pour les séries
- Qualifié pour les séries
- Dispute la poule de maintien

Date de mise à jour : 3 mars 2023

#### Statistiques individuelles
Pour les significations des abréviations, voir statistiques du hockey sur glace.
| Classt | Joueur               | Équipe           | PJ | B  | A  | Pts | Pun |
| ------ | -------------------- | ---------------- | -- | -- | -- | --- | --- |
| 1      | François Beauchemin  | Dragons de Rouen | 43 | 27 | 50 | 77  | 42  |
| 2      | Christophe Boivin    | Dragons de Rouen | 44 | 34 | 39 | 73  | 33  |
| 3      | Tommy Giroux         | Ducs d'Angers    | 44 | 27 | 35 | 62  | 4   |
| 4      | Jonathan Charbonneau | Ducs d'Angers    | 44 | 27 | 31 | 58  | 14  |
| 5      | Kelsey Tessier       | Dragons de Rouen | 44 | 28 | 29 | 57  | 12  |

| Clt | Joueur           | Équipe                           | PJ | Min           | BC  | Moy  | %Arr | Bl |
| --- | ---------------- | -------------------------------- | -- | ------------- | --- | ---- | ---- | -- |
| 1   | Quentin Papillon | Scorpions de Mulhouse            | 34 | 1823 min 32 s | 75  | 2.42 | 92,8 | 1  |
| 2   | Evan Cowley      | Ducs d'Angers                    | 42 | 2212 min 48 s | 89  | 2.34 | 92,4 | 2  |
| 3   | Julian Junca     | Rapaces de Gap                   | 43 | 2291 min 10 s | 101 | 2.59 | 92,1 | 3  |
| 4   | Jakub Štěpánek   | Brûleurs de loups de Grenoble    | 41 | 1970 min 0 s  | 69  | 2.09 | 92,1 | 2  |
| 5   | Richard Sabol    | Pionniers de Chamonix Mont-Blanc | 43 | 2262 min 39 s | 106 | 2.79 | 91,4 | 1  |

Mise à jour : 20 avril 2023

### Séries éliminatoires

#### Format
Le format des séries éliminatoires est le suivant :
- Chaque série de playoffs se déroule au meilleur des 7 matchs, la première équipe à 4 victoires passant au tour suivant. Dans chaque série, l'avantage du terrain est donné à la meilleure équipe en saison régulière son classement à l'issue de la saison régulière. À noter que le format a été changé par rapport ce qui était prévu[7].

Les séries se déroulent de la manière suivante :
| Match | Formule         |
| ----- | --------------- |
| 1     | Meilleur bilan  |
| 2     | Meilleur bilan  |
| 3     | Moins bon bilan |
| 4     | Moins bon bilan |
| 5     | Meilleur bilan  |
| 6     | Moins bon bilan |
| 7     | Meilleur bilan  |

- Chaque match devant déterminer un vainqueur, il y a une prolongation de 10 minutes en mort subite en cas de match nul à l'issue du temps réglementaire. S'il n'y a toujours pas eu de but, une séance de tirs au but a lieu. S'il y a égalité à l'issue du temps réglementaire d'un match 7, le match continue tant qu'il n'y a pas de but. Il n'y a donc pas de séance de tirs au but.
- En quart de finale, les équipes se rencontrent dans un ordre prédéfini : le 1er de la saison régulière rencontre le 8e de la saison régulière ; le 2e rencontre le 7e ; le 3e rencontre le 6e ; le 4e rencontre le 5e.
- Les vainqueurs se retrouvent en demi-finales où l'organisation est similaire à celle des quarts de finale : le mieux classé contre le moins bien classé, etc.
- En finale c'est également le cas, le mieux classé ayant l'avantage de la glace.

#### Tableau
|  | Quarts de finale | Quarts de finale              | Quarts de finale         |                  |                          | Demi-finales                  | Demi-finales | Demi-finales |  |  | Finale | Finale                        | Finale |
|  |                  |                               |                          |                  |                          |                               |              |              |  |  |        |                               |        |
|  | 1                | Brûleurs de loups de Grenoble | 4                        |                  |                          |                               |              |              |  |  |        |                               |        |
|  | 8                | Scorpions de Mulhouse         | 1                        |                  |                          |                               |              |              |  |  |        |                               |        |
|  | 8                | Scorpions de Mulhouse         | 1                        |                  | 1                        | Brûleurs de loups de Grenoble | 4            |              |  |  |        |                               |        |
|  |                  |                               |                          |                  | 1                        | Brûleurs de loups de Grenoble | 4            |              |  |  |        |                               |        |
|  |                  | 4                             | Jokers de Cergy-Pontoise | 0                |                          |                               |              |              |  |  |        |                               |        |
|  | 4                | 4                             | Jokers de Cergy-Pontoise | 0                | Jokers de Cergy-Pontoise | 4                             |              |              |  |  |        |                               |        |
|  | 4                |                               |                          |                  | Jokers de Cergy-Pontoise | 4                             |              |              |  |  |        |                               |        |
|  | 5                | Rapaces de Gap                | 1                        |                  |                          |                               |              |              |  |  |        |                               |        |
|  |                  |                               |                          |                  |                          |                               |              |              |  |  | 1      | Brûleurs de loups de Grenoble | 2      |
|  |                  |                               | 2                        | Dragons de Rouen | 4                        |                               |              |              |  |  |        |                               |        |
|  | 2                | Dragons de Rouen              | 4                        |                  |                          |                               |              |              |  |  |        |                               |        |
|  | 7                | Gothiques d'Amiens            | 0                        |                  |                          |                               |              |              |  |  |        |                               |        |
|  | 7                | Gothiques d'Amiens            | 0                        |                  | 2                        | Dragons de Rouen              | 4            |              |  |  |        |                               |        |
|  |                  |                               |                          |                  | 2                        | Dragons de Rouen              | 4            |              |  |  |        |                               |        |
|  |                  | 3                             | Ducs d'Angers            | 2                |                          |                               |              |              |  |  |        |                               |        |
|  | 3                | 3                             | Ducs d'Angers            | 2                | Ducs d'Angers            | 4                             |              |              |  |  |        |                               |        |
|  | 3                |                               |                          |                  | Ducs d'Angers            | 4                             |              |              |  |  |        |                               |        |
|  | 6                | Boxers de Bordeaux            | 0                        |                  |                          |                               |              |              |  |  |        |                               |        |

#### Quarts de finale
Les quarts de finale ont lieu du 7 au 15 mars 2023.

##### Grenoble - Mulhouse: 4-1
| 7 mars 2023 | Grenoble | 3-2 (pr) (2-0, 0-0, 0-2, 1-0) | Mulhouse | Patinoire Polesud 4 103 spectateurs |

| Feuille de match | Feuille de match | Feuille de match    | Feuille de match                                                                        | Feuille de match                                                                                      |
| ---------------- | --- | ------------------- | --------------------------------------------------------------------------------------- | --- |
|                  | Hardy (Treille, A. Dair) — 3 min 19 s A. Dair (Champagne, Raymond) — 15 min 39 s - Hardy (Fleury, Aubin) — 65 min 24 s (2 SN) | 1-0 2-0 2-1 2-2 3-2 | - Esipov (Rytchagov, Ģēģeris) — 48 min 20 s (IN) Berardinelli (Pharaon) — 51 min 39 s - | Arbitrage : Geoffrey Barcelo et Nicolas Barbez Juges de lignes : Quentin Ugolini et Clément Goncalves |
| Štěpánek         | Gardiens | Papillon            |                                                                                         | Arbitrage : Geoffrey Barcelo et Nicolas Barbez Juges de lignes : Quentin Ugolini et Clément Goncalves |
| 8 min            | Pénalités | 16 min              |                                                                                         | Arbitrage : Geoffrey Barcelo et Nicolas Barbez Juges de lignes : Quentin Ugolini et Clément Goncalves |
| 47               | Tirs | 23                  |                                                                                         | Arbitrage : Geoffrey Barcelo et Nicolas Barbez Juges de lignes : Quentin Ugolini et Clément Goncalves |

| 8 mars 2023 | Grenoble | 5-1 (2-1, 3-0, 0-0) | Mulhouse | Patinoire Polesud 3 902 spectateurs |

| Feuille de match | Feuille de match | Feuille de match                    | Feuille de match                     | Feuille de match                                                                                |
| ---------------- | --- | ----------------------------------- | ------------------------------------ | ----------------------------------------------------------------------------------------------- |
|                  | - Hardy (Munoz, Lamarche) — 7 min 17 s Fleury (Deschamps, Hardy) — 16 min 46 s Fabre (Aubin, Lamarche) — 24 min 27 s Fabre (Lamarche) — 34 min 27 s (SN) Aubin (Onno, Rouhiainen) — 37 min 55 s | 0-1 1-1 2-1 3-1 4-1 5-1             | Makarov (Esipov, Rytchagov) — 40 s - | Arbitrage : Jérémy Rauline et Quentin Scolari Juges de lignes : Gwilherm Margry et Vincent Zede |
| Štěpánek         | Gardiens | Papillon (40 min) Fontaine (20 min) |                                      | Arbitrage : Jérémy Rauline et Quentin Scolari Juges de lignes : Gwilherm Margry et Vincent Zede |
| 13 min           | Pénalités | 17 min                              |                                      | Arbitrage : Jérémy Rauline et Quentin Scolari Juges de lignes : Gwilherm Margry et Vincent Zede |
| 41               | Tirs | 13                                  |                                      | Arbitrage : Jérémy Rauline et Quentin Scolari Juges de lignes : Gwilherm Margry et Vincent Zede |

| 11 mars 2023 | Mulhouse | 3-2 (1-0, 1-2, 1-0) | Grenoble | Patinoire de l'Illberg 987 spectateurs |

| Feuille de match | Feuille de match | Feuille de match    | Feuille de match                                                                  | Feuille de match                                                                                      |
| ---------------- | --- | ------------------- | --------------------------------------------------------------------------------- | --- |
|                  | Berardinelli (Welsh, Matima) — 16 min 42 s (SN) Berardinelli (Matima, Welsh) — 24 min 24 s (JS) - Ten Braak (Loizeau, Germond) — 54 min 16 s | 1-0 2-0 2-1 2-2 3-2 | - Deschamps (Fleury, Crinon) — 29 min 28 s (IN) Hardy (Champagne) — 38 min (IN) - | Arbitrage : Nicolas Cregut et Alexandre Bourreau Juges de lignes : Jérémie Collin et Jason Thorrignac |
| Papillon         | Gardiens | Štěpánek            |                                                                                   | Arbitrage : Nicolas Cregut et Alexandre Bourreau Juges de lignes : Jérémie Collin et Jason Thorrignac |
| 8 min            | Pénalités | 12 min              |                                                                                   | Arbitrage : Nicolas Cregut et Alexandre Bourreau Juges de lignes : Jérémie Collin et Jason Thorrignac |
| 22               | Tirs | 48                  |                                                                                   | Arbitrage : Nicolas Cregut et Alexandre Bourreau Juges de lignes : Jérémie Collin et Jason Thorrignac |

| 12 mars 2023 | Mulhouse | 5-7 (2-1, 3-3, 0-3) | Grenoble | Patinoire de l'Illberg 1 098 spectateurs |

| Feuille de match       | Feuille de match | Feuille de match                                | Feuille de match | Feuille de match                                                                               |
| ---------------------- | --- | ----------------------------------------------- | --- | ---------------------------------------------------------------------------------------------- |
|                        | Welsh (Orysiuk, Loizeau) — 8 min 42 s (SN) Esipov (Matima, Berardinelli) — 8 min 57 s - Makarov (Rytchagov, Shalei) — 23 min 23 s - Makarov (Rytchagov, Mugnier) — 27 min - Berardinelli (Welsh, Shalei) — 37 min 41 s - | 1-0 2-0 2-1 2-2 3-2 3-3 4-3 4-4 5-4 5-5 5-6 5-7 | - Aubin (Rouhiainen, Fabre) — 17 min 5 s (SN) A. Dair (Poukkula, Rouhiainen) — 21 min 37 s - Koudri (Munoz, F. Dair) — 23 min 40 s - Fleury (Deschamps, Hardy) — 35 min 33 s (SN) - Rouhiainen (Aubin, Treille) — 42 min 15 s (SN) F. Dair (Lamarche, Hardy) — 43 min 54 s Aubin (Champagne, Treille) — 59 min 18 s (CV) | Arbitrage : Pierre Dehaen et Julien Peyre Juges de lignes : Jérémie Douchy et Jason Thorrignac |
| Papillon (59 min 39 s) | Gardiens | Štěpánek (40 min) Garnier (20 min)              | | Arbitrage : Pierre Dehaen et Julien Peyre Juges de lignes : Jérémie Douchy et Jason Thorrignac |
| 8 min                  | Pénalités | 10 min                                          | | Arbitrage : Pierre Dehaen et Julien Peyre Juges de lignes : Jérémie Douchy et Jason Thorrignac |
| 29                     | Tirs | 46                                              | | Arbitrage : Pierre Dehaen et Julien Peyre Juges de lignes : Jérémie Douchy et Jason Thorrignac |

| 15 mars 2023 | Grenoble | 5-4 (pr) (1-1, 2-3, 1-0, 1-0) | Mulhouse | Patinoire Polesud 3 745 spectateurs |

| Feuille de match                             | Feuille de match | Feuille de match                    | Feuille de match | Feuille de match                                                                                     |
| -------------------------------------------- | --- | ----------------------------------- | --- | --- |
|                                              | - Poukkula (A. Dair, Deschamps) — 12 min 38 s (SN) Fabre (Aubin, Rouhiainen) — 23 min 52 s (SN) - Fabre — 38 min 49 s (IN) Aubin (Rouhiainen, Champagne) — 40 min 45 s (SN) Hardy — 66 min 38 s | 0-1 1-1 2-1 2-2 2-3 2-4 3-4 4-4 5-4 | Ten Braak (Mugnier, Germond) — 6 min 6 s (SN) - Makarov (Rytchagov, Mugnier) — 27 min 45 s Orysiuk (Rytchagov, Welsh) — 29 min 9 s (SN) Makarov (Welsh, Orysiuk) — 30 min 57 s (SN) - | Arbitrage : Nicolas Barbez et Jérémy Rauline Juges de lignes : Vincent Zede et Nicolas Constantineau |
| Garnier (30 min 57 s) Štěpánek (35 min 41 s) | Gardiens | Papillon                            | | Arbitrage : Nicolas Barbez et Jérémy Rauline Juges de lignes : Vincent Zede et Nicolas Constantineau |
| 22 min                                       | Pénalités | 16 min                              | | Arbitrage : Nicolas Barbez et Jérémy Rauline Juges de lignes : Vincent Zede et Nicolas Constantineau |
| 49                                           | Tirs | 22                                  | | Arbitrage : Nicolas Barbez et Jérémy Rauline Juges de lignes : Vincent Zede et Nicolas Constantineau |

##### Rouen - Amiens: 4-0
| 7 mars 2023 | Rouen | 5-2 (0-0, 2-0, 3-2) | Amiens | L'Île Lacroix 3 279 spectateurs |

| Feuille de match | Feuille de match | Feuille de match            | Feuille de match                                                       | Feuille de match                                                                             |
| ---------------- | --- | --------------------------- | ---------------------------------------------------------------------- | -------------------------------------------------------------------------------------------- |
|                  | Boivin (Chakiachvili, Mallet) — 26 min 54 s Guimond (Tessier, Lucenius) — 39 min 12 s (SN) Claireaux (Mallet, Boivin) — 42 min 50 s - Mallet (Claireaux, Guimond) — 49 min 41 s Tessier (Chakiachvili, Dodero) — 57 min 56 s (IN + CV) - | 1-0 2-0 3-0 3-1 4-1 5-1 5-2 | - Sabatier — 46 min 21 s - West (Morin, Lopatchouk) — 58 min 45 s (SN) | Arbitrage : Pierre Dehaen et Julien Peyre Juges de lignes : Jérémie Douchy et Jérémie Collin |
| Pintarič         | Gardiens | Bodin                       |                                                                        | Arbitrage : Pierre Dehaen et Julien Peyre Juges de lignes : Jérémie Douchy et Jérémie Collin |
| 33 min           | Pénalités | 37 min                      |                                                                        | Arbitrage : Pierre Dehaen et Julien Peyre Juges de lignes : Jérémie Douchy et Jérémie Collin |
| 39               | Tirs | 27                          |                                                                        | Arbitrage : Pierre Dehaen et Julien Peyre Juges de lignes : Jérémie Douchy et Jérémie Collin |

| 8 mars 2023 | Rouen | 5-0 (3-0, 0-0, 2-0) | Amiens | L'Île Lacroix 3 279 spectateurs |

| Feuille de match | Feuille de match | Feuille de match    | Feuille de match | Feuille de match                                                                                  |
| ---------------- | --- | ------------------- | ---------------- | ------------------------------------------------------------------------------------------------- |
|                  | Bedin (Claireaux) — 5 min 10 s (2 SN) Boivin (Chakiachvili, Claireaux) — 6 min 18 s (SN) Lucenius (Tomasino, Guimond) — 19 min 10 s Vīgners (Yeo, Lampérier) — 48 min 53 s Claireaux (Boivin, Cantagallo) — 58 min 54 s | 1-0 2-0 3-0 4-0 5-0 | -                | Arbitrage : Damien Bliek et Alexandre Hauchart Juges de lignes : Maxime Laboulais et Johan Fauvel |
| Pintarič         | Gardiens | Bodin               |                  | Arbitrage : Damien Bliek et Alexandre Hauchart Juges de lignes : Maxime Laboulais et Johan Fauvel |
| 10 min           | Pénalités | 6 min               |                  | Arbitrage : Damien Bliek et Alexandre Hauchart Juges de lignes : Maxime Laboulais et Johan Fauvel |
| 47               | Tirs | 40                  |                  | Arbitrage : Damien Bliek et Alexandre Hauchart Juges de lignes : Maxime Laboulais et Johan Fauvel |

| 11 mars 2023 | Amiens | 3-4 (pr) (1-1, 1-1, 1-1, 0-1) | Rouen | Coliseum 2 935 spectateurs |

| Feuille de match | Feuille de match | Feuille de match            | Feuille de match | Feuille de match                                                                                  |
| ---------------- | --- | --------------------------- | --- | ------------------------------------------------------------------------------------------------- |
|                  | - Gibb (Morin) — 10 min 2 s - Bruche (Simonsen, Lindroos) — 33 min 52 s (SN) Bouchard (Morin, Turcotte) — 47 min 56 s (2 SN) - | 0-1 1-1 1-2 2-2 3-2 3-3 3-4 | Tomasino (Cantagallo, Claireaux) — 2 min 23 s - Lampérier (Chakiachvili) — 33 min 3 s - Boivin (Lampérier, Beauchemin) — 58 min 46 s Vīgners (Guimond) — 66 min | Arbitrage : Jérémy Rauline et Nicolas Barbez Juges de lignes : Maxime Laboulais et Jérémie Douchy |
| Bodin            | Gardiens | Pintarič                    | | Arbitrage : Jérémy Rauline et Nicolas Barbez Juges de lignes : Maxime Laboulais et Jérémie Douchy |
| 6 min            | Pénalités | 10 min                      | | Arbitrage : Jérémy Rauline et Nicolas Barbez Juges de lignes : Maxime Laboulais et Jérémie Douchy |
| 31               | Tirs | 36                          | | Arbitrage : Jérémy Rauline et Nicolas Barbez Juges de lignes : Maxime Laboulais et Jérémie Douchy |

| 12 mars 2023 | Amiens | 3-4 (2-0, 1-1, 0-3) | Rouen | Coliseum 2 583 spectateurs |

| Feuille de match | Feuille de match                                                                                             | Feuille de match            | Feuille de match | Feuille de match                                                                                   |
| ---------------- | --- | --------------------------- | --- | -------------------------------------------------------------------------------------------------- |
|                  | Tiala (Morin) — 9 min 29 s Simonsen (Bruche, Ruel) — 16 min 33 s (SN) Bruche (Jago, Plagnat) — 21 min 45 s - | 1-0 2-0 3-0 3-1 3-2 3-3 3-4 | - Lucenius (Mallet, Vīgners) — 32 min 31 s (SN) Boivin (Mallet, Elorinne) — 46 min 35 s Beauchemin (Mallet) — 48 min 53 s Mallet (Tomasino, Beauchemin) — 51 min 9 s | Arbitrage : Adrien Ernecq et Geoffrey Barcelo Juges de lignes : Joffrey Yssembourg et Johan Fauvel |
| Bodin            | Gardiens | Pintarič                    | | Arbitrage : Adrien Ernecq et Geoffrey Barcelo Juges de lignes : Joffrey Yssembourg et Johan Fauvel |
| 4 min            | Pénalités | 6 min                       | | Arbitrage : Adrien Ernecq et Geoffrey Barcelo Juges de lignes : Joffrey Yssembourg et Johan Fauvel |
| 30               | Tirs | 24                          | | Arbitrage : Adrien Ernecq et Geoffrey Barcelo Juges de lignes : Joffrey Yssembourg et Johan Fauvel |

##### Angers - Bordeaux: 4-0[9]
| 10 mars 2023 | Bordeaux | 1-6 (0-2, 0-1, 1-3) | Angers | Patinoire de Mériadeck 2 569 spectateurs |

| Feuille de match | Feuille de match                                    | Feuille de match            | Feuille de match | Feuille de match                                                                                       |
| ---------------- | --------------------------------------------------- | --------------------------- | --- | --- |
|                  | - Legault (Poudrier, Lévesque) — 46 min 12 s (SN) - | 0-1 0-2 0-3 1-3 1-4 1-5 1-6 | Giroux (Harms, Halley) — 14 min 8 s Charbonneau (Meija, Torquato) — 14 min 23 s Harms (Manavian, Sarliève) — 26 min 9 s - Halley (Harms, Giroux) — 49 min 11 s Charbonneau (Halley) — 50 min 49 s Sarliève (Ritz) — 58 min 50 s | Arbitrage : Pierre Dehaen et Adrien Ernecq Juges de lignes : Guillaume Barthe et Nicolas Constantineau |
| Fouquerel        | Gardiens                                            | Cowley                      | | Arbitrage : Pierre Dehaen et Adrien Ernecq Juges de lignes : Guillaume Barthe et Nicolas Constantineau |
| 6 min            | Pénalités                                           | 6 min                       | | Arbitrage : Pierre Dehaen et Adrien Ernecq Juges de lignes : Guillaume Barthe et Nicolas Constantineau |
| 39               | Tirs                                                | 39                          | | Arbitrage : Pierre Dehaen et Adrien Ernecq Juges de lignes : Guillaume Barthe et Nicolas Constantineau |

| 11 mars 2023 | Bordeaux | 1-2 (pr) (0-0, 0-1, 1-0, 0-1) | Angers | Patinoire de Mériadeck 2 882 spectateurs |

| Feuille de match | Feuille de match                                 | Feuille de match | Feuille de match                                                                   | Feuille de match                                                                                       |
| ---------------- | ------------------------------------------------ | ---------------- | ---------------------------------------------------------------------------------- | --- |
|                  | - Jevpalovs (Poudrier, Lemaitre) — 55 min 57 s - | 0-1 1-1 1-2      | Di Dio Balsamo (Sarliève, Halley) — 32 min 59 s - Ritz (Charbonneau) — 67 min 50 s | Arbitrage : Laurent Garbay et Damien Bliek Juges de lignes : Guillaume Barthe et Nicolas Constantineau |
| Perhonen         | Gardiens                                         | Cowley           |                                                                                    | Arbitrage : Laurent Garbay et Damien Bliek Juges de lignes : Guillaume Barthe et Nicolas Constantineau |
| 14 min           | Pénalités                                        | 16 min           |                                                                                    | Arbitrage : Laurent Garbay et Damien Bliek Juges de lignes : Guillaume Barthe et Nicolas Constantineau |
| 40               | Tirs                                             | 39               |                                                                                    | Arbitrage : Laurent Garbay et Damien Bliek Juges de lignes : Guillaume Barthe et Nicolas Constantineau |

| 13 mars 2023 | Angers | 5-2 (1-0, 1-0, 3-2) | Bordeaux | Angers IceParc 3 586 spectateurs |

| Feuille de match | Feuille de match | Feuille de match                               | Feuille de match                                                             | Feuille de match                                                                                 |
| ---------------- | --- | ---------------------------------------------- | ---------------------------------------------------------------------------- | ------------------------------------------------------------------------------------------------ |
|                  | Harms (Giroux, Llorca) — 13 min 24 s Sarliève (Serer, Manavian) — 25 min 51 s - Charbonneau (Prapavessis, Halley) — 41 min 44 s Giroux (Meija, Halley) — 48 min 54 s - Ross (Giroux, Bouvet) — 53 min 18 s | 1-0 2-0 2-1 3-1 4-1 4-2 5-2                    | - Jevpalovs (Poudrier) — 40 min 42 s - Valier (Mulle, Boscq) — 50 min 18 s - | Arbitrage : Jérémy Rauline et Nicolas Barbez Juges de lignes : Cyril Debuche et Maxime Laboulais |
| Cowley           | Gardiens | Perhonen (17 min 12 s) Fouquerel (42 min 48 s) |                                                                              | Arbitrage : Jérémy Rauline et Nicolas Barbez Juges de lignes : Cyril Debuche et Maxime Laboulais |
| 19 min           | Pénalités | 60 min                                         |                                                                              | Arbitrage : Jérémy Rauline et Nicolas Barbez Juges de lignes : Cyril Debuche et Maxime Laboulais |
| 34               | Tirs | 39                                             |                                                                              | Arbitrage : Jérémy Rauline et Nicolas Barbez Juges de lignes : Cyril Debuche et Maxime Laboulais |

| 14 mars 2023 | Angers | 4-1 (0-0, 3-0, 1-1) | Bordeaux | Angers IceParc 3 586 spectateurs |

| Feuille de match | Feuille de match | Feuille de match    | Feuille de match                         | Feuille de match                                                                                  |
| ---------------- | --- | ------------------- | ---------------------------------------- | ------------------------------------------------------------------------------------------------- |
|                  | Charbonneau — 21 min 17 s Dusseau (Torquato) — 21 min 32 s Bouvet (Dusseau, Simšič) — 36 min 27 s Harms — 52 min (IN) - | 1-0 2-0 3-0 4-0 4-1 | - Vitou (Forsblom, Jáchym) — 56 min 54 s | Arbitrage : Nicolas Cregut et Julien Peyre Juges de lignes : Jérémie Collin et Joffrey Yssembourg |
| Cowley           | Gardiens | Fouquerel           |                                          | Arbitrage : Nicolas Cregut et Julien Peyre Juges de lignes : Jérémie Collin et Joffrey Yssembourg |
| 12 min           | Pénalités | 5 min               |                                          | Arbitrage : Nicolas Cregut et Julien Peyre Juges de lignes : Jérémie Collin et Joffrey Yssembourg |
| 31               | Tirs | 25                  |                                          | Arbitrage : Nicolas Cregut et Julien Peyre Juges de lignes : Jérémie Collin et Joffrey Yssembourg |

##### Cergy-Pontoise - Gap: 4-1
| 7 mars 2023 | Cergy-Pontoise | 6-5 (pr) (2-1, 3-2, 0-2, 1-0) | Gap | Aren'ice 1 739 spectateurs |

| Feuille de match | Feuille de match | Feuille de match                            | Feuille de match | Feuille de match                                                                              |
| ---------------- | --- | ------------------------------------------- | --- | --------------------------------------------------------------------------------------------- |
|                  | Salonen (Farnier, Torrel) — 2 min 25 s Salonen (Miller) — 4 min 41 s (SN) - Gueurif (Rinaldi) — 27 min 42 s Schmitt (Bower, Faure) — 28 min 47 s Petit (Mäkinen) — 36 min 2 s - Rinaldi (Baillargeon, Kaupila) — 62 min 10 s | 1-0 2-0 2-1 2-2 3-2 4-2 5-2 5-3 5-4 5-5 6-5 | - Goličič (Joubert, Gaïnetdinov) — 6 min 1 s Gutierrez (Correia, Šišļaņņikovs) — 27 min 15 s - Gaïnetdinov (Goličič, Langlais) — 36 min 37 s Langlais (Correia, Šišļaņņikovs) — 47 min 31 s Correia (Šišļaņņikovs, Gutierrez) — 51 min 36 s - | Arbitrage : Yann Furet et Adrien Ernecq Juges de lignes : Cyril Debuche et Joffrey Yssembourg |
| Gilbert          | Gardiens | Junca (40 min) Darier (22 min 10 s)         | | Arbitrage : Yann Furet et Adrien Ernecq Juges de lignes : Cyril Debuche et Joffrey Yssembourg |
| 6 min            | Pénalités | 10 min                                      | | Arbitrage : Yann Furet et Adrien Ernecq Juges de lignes : Cyril Debuche et Joffrey Yssembourg |
| 29               | Tirs | 37                                          | | Arbitrage : Yann Furet et Adrien Ernecq Juges de lignes : Cyril Debuche et Joffrey Yssembourg |

| 8 mars 2023 | Cergy-Pontoise | 5-1 (2-0, 3-0, 0-1) | Gap | Aren'ice 1 116 spectateurs |

| Feuille de match | Feuille de match | Feuille de match               | Feuille de match                           | Feuille de match                                                                                     |
| ---------------- | --- | ------------------------------ | ------------------------------------------ | --- |
|                  | Gueurif (Salonen, Dorey) — 9 min 42 s Rinaldi (Hordelalay, Melin) — 19 min 30 s (SN) Miller (Suire, Melin) — 31 min 2 s Miller (Suire, Thompson) — 38 min 22 s Gueurif (Rinaldi, Baillargeon) — 39 min 25 s - | 1-0 2-0 3-0 4-0 5-0 5-1        | - Goličič (Correia, Joubert) — 45 min 11 s | Arbitrage : Nicolas Cregut et Alexandre Bourreau Juges de lignes : Jason Thorrignac et Cyril Debuche |
| Gilbert          | Gardiens | Junca (40 min) Darier (20 min) |                                            | Arbitrage : Nicolas Cregut et Alexandre Bourreau Juges de lignes : Jason Thorrignac et Cyril Debuche |
| 12 min           | Pénalités | 8 min                          |                                            | Arbitrage : Nicolas Cregut et Alexandre Bourreau Juges de lignes : Jason Thorrignac et Cyril Debuche |
| 29               | Tirs | 53                             |                                            | Arbitrage : Nicolas Cregut et Alexandre Bourreau Juges de lignes : Jason Thorrignac et Cyril Debuche |

| 11 mars 2023 | Gap | 3-4 (pr) (1-1, 0-1, 2-1, 0-1) | Cergy-Pontoise | Alp'Arena 2 237 spectateurs |

| Feuille de match | Feuille de match | Feuille de match            | Feuille de match | Feuille de match                                                                                 |
| ---------------- | --- | --------------------------- | --- | ------------------------------------------------------------------------------------------------ |
|                  | - Langlais (Šišļaņņikovs, Gutierrez) — 7 min 1 s (SN) - Joubert (Y. Coulaud, Correia) — 41 min 58 s Thillet (Paasovaara) — 52 min 7 s - | 0-1 1-1 1-2 1-3 2-3 3-3 3-4 | Bower (Farnier, Salonen) — 5 min 35 s - Salonen (Kauppila, Farnier) — 27 min 12 s (SN) Miller (Salonen, Kauppila) — 41 min 13 s (SN) - Kauppila (Hordelalay, Miller) — 63 min 18 s | Arbitrage : Yann Furet et Alexandre Hauchart Juges de lignes : Vincent Zede et Clément Goncalves |
| Junca            | Gardiens | Gilbert                     | | Arbitrage : Yann Furet et Alexandre Hauchart Juges de lignes : Vincent Zede et Clément Goncalves |
| 42 min           | Pénalités | 40 min                      | | Arbitrage : Yann Furet et Alexandre Hauchart Juges de lignes : Vincent Zede et Clément Goncalves |
| 32               | Tirs | 26                          | | Arbitrage : Yann Furet et Alexandre Hauchart Juges de lignes : Vincent Zede et Clément Goncalves |

| 12 mars 2023 | Gap | 4-3 (TB) (0-1, 1-1, 2-1, 0-0, 1-0) | Cergy-Pontoise | Alp'Arena 2 047 spectateurs |

| Feuille de match | Feuille de match | Feuille de match            | Feuille de match | Feuille de match                                                                               |
| ---------------- | --- | --------------------------- | --- | ---------------------------------------------------------------------------------------------- |
|                  | - Langlais (Šišļaņņikovs, Gutierrez) — 28 min 46 s (SN) - Gutierrez (Correia, Šišļaņņikovs) — 45 min 3 s (SN) - Gutierrez (Goličič, Šišļaņņikovs) — 58 min 25 s Goličič — 70 min (TB) | 0-1 1-1 1-2 2-2 2-3 3-3 4-3 | Hordelalay (Bower, Torrel) — 10 min 16 s (SN) - Petit (Baillargeon) — 36 min 23 s - Salonen (Miller) — 57 min 31 s - | Arbitrage : Benjamin Scolari et Damien Bliek Juges de lignes : Quentin Ugolini et Vincent Zede |
| Junca            | Gardiens | Gilbert                     | | Arbitrage : Benjamin Scolari et Damien Bliek Juges de lignes : Quentin Ugolini et Vincent Zede |
| 20 min           | Pénalités | 20 min                      | | Arbitrage : Benjamin Scolari et Damien Bliek Juges de lignes : Quentin Ugolini et Vincent Zede |
| 44               | Tirs | 25                          | | Arbitrage : Benjamin Scolari et Damien Bliek Juges de lignes : Quentin Ugolini et Vincent Zede |

| 15 mars 2023 | Cergy-Pontoise | 5-4 (pr) (2-2, 0-0, 2-2, 1-0) | Gap | Aren'ice 1 686 spectateurs |

| Feuille de match | Feuille de match | Feuille de match                    | Feuille de match | Feuille de match                                                                                  |
| ---------------- | --- | ----------------------------------- | --- | ------------------------------------------------------------------------------------------------- |
|                  | Farnier (Salonen, Thompson) — 4 min 3 s - Baillargeon (Rinaldi, Gueurif) — 17 min 23 s Salonen (Farnier, Faure) — 41 min 5 s Kauppila (Salonen, Miller) — 43 min 52 s (SN) - Baillargeon — 64 min 52 s | 1-0 1-1 1-2 2-2 3-2 4-2 4-3 4-4 5-4 | - Gaïnetdinov (Langlais, Colombin) — 8 min 5 s Paasovaara (Correia, A. Faure) — 16 min 16 s - Goličič (Langlais, A. Faure) — 54 min 58 s Correia (Langlais, Paasovaara) — 58 min 5 s (SN + JS) - | Arbitrage : Nicolas Cregut et Geoffrey Barcelo Juges de lignes : Johan Fauvel et Jason Thorrignac |
| Gilbert          | Gardiens | Junca                               | | Arbitrage : Nicolas Cregut et Geoffrey Barcelo Juges de lignes : Johan Fauvel et Jason Thorrignac |
| 10 min           | Pénalités | 12 min                              | | Arbitrage : Nicolas Cregut et Geoffrey Barcelo Juges de lignes : Johan Fauvel et Jason Thorrignac |
| 38               | Tirs | 34                                  | | Arbitrage : Nicolas Cregut et Geoffrey Barcelo Juges de lignes : Johan Fauvel et Jason Thorrignac |

#### Demi-finales
Les demi-finales ont lieu du 21 mars au 1er avril 2023.

##### Grenoble - Cergy-Pontoise: 4-0
| 21 mars 2023 | Grenoble | 9-2 (1-0, 3-0, 5-2) | Cergy-Pontoise | Patinoire Polesud 4 013 spectateurs |

| Feuille de match | Feuille de match | Feuille de match                            | Feuille de match                                                                                   | Feuille de match                                                                                          |
| ---------------- | --- | ------------------------------------------- | -------------------------------------------------------------------------------------------------- | --- |
|                  | Treille (Rouhiainen, Champagne) — 10 min 31 s (SN) Deschamps (Fabre, Hardy) — 27 min 22 s Rouhiainen (A. Dair, Champagne) — 30 min 3 s (SN) Koudri (Munoz, ROuhiainen) — 35 min 14 s Munoz (Koudri, Lamarche) — 42 min 39 s - Poukkula (Hardy, Deschamps) — 48 min 33 s (SN) Onno (Koudri, F. Dair) — 48 min 56 s Poukkula (Aubin, Raymond) — 49 min 39 s - A. Dair — 55 min 39 s (IN) | 1-0 2-0 3-0 4-0 5-0 5-1 6-1 7-1 8-1 8-2 9-2 | - Rinaldi (Baillargeon, Gueurif) — 46 min 41 s - Horton (Hordelalay, RInaldi) — 54 min 34 s (SN) - | Arbitrage : Geoffrey Barcelo et Jérémy Rauline Juges de lignes : Quentin Ugolini et Nicolas Constantineau |
| Štěpánek         | Gardiens | Gilbert (48 min 56 s) Richard (11 min 4 s)  | | Arbitrage : Geoffrey Barcelo et Jérémy Rauline Juges de lignes : Quentin Ugolini et Nicolas Constantineau |
| 31 min           | Pénalités | 6 min                                       | | Arbitrage : Geoffrey Barcelo et Jérémy Rauline Juges de lignes : Quentin Ugolini et Nicolas Constantineau |
| 38               | Tirs | 37                                          | | Arbitrage : Geoffrey Barcelo et Jérémy Rauline Juges de lignes : Quentin Ugolini et Nicolas Constantineau |

| 22 mars 2023 | Grenoble | 4-2 (0-0, 1-1, 3-1) | Cergy-Pontoise | Patinoire Polesud 4 208 spectateurs |

| Feuille de match | Feuille de match | Feuille de match        | Feuille de match                                                                                          | Feuille de match                                                                               |
| ---------------- | --- | ----------------------- | --- | ---------------------------------------------------------------------------------------------- |
|                  | - Poukkula (Howden, Aubin) — 26 min 52 s Raymond (Howden) — 42 min 36 s Kourdri (Munoz, F. Dair) — 42 min 55 s - Aubin (Hardy, Deschamps) — 54 min 58 s | 0-1 1-1 2-1 3-1 3-2 4-2 | Baillargeon (Salonen, Kauppila) — 26 min 36 s (SN) - Salonen (Baillargeon, Kauppila) — 50 min 11 s (SN) - | Arbitrage : Nicolas Barbez et Nicolas Cregut Juges de lignes : Vincent Zede et Gwilherm Margry |
| Štěpánek         | Gardiens | Gilbert                 | | Arbitrage : Nicolas Barbez et Nicolas Cregut Juges de lignes : Vincent Zede et Gwilherm Margry |
| 19 min           | Pénalités | 15 min                  | | Arbitrage : Nicolas Barbez et Nicolas Cregut Juges de lignes : Vincent Zede et Gwilherm Margry |
| 34               | Tirs | 27                      | | Arbitrage : Nicolas Barbez et Nicolas Cregut Juges de lignes : Vincent Zede et Gwilherm Margry |

| 25 mars 2023 | Cergy-Pontoise | 1-7 (0-3, 1-3, 0-1) | Grenoble | Aren'ice 2 956 spectateurs |

| Feuille de match                 | Feuille de match                                | Feuille de match                | Feuille de match | Feuille de match                                                                               |
| -------------------------------- | ----------------------------------------------- | ------------------------------- | --- | ---------------------------------------------------------------------------------------------- |
|                                  | - Mäkinen (Suire, Gueurif) — 36 min 45 s (IN) - | 0-1 0-2 0-3 0-4 0-5 1-5 1-6 1-7 | F. Dair — 3 min 41 s Fleury (Deschamps) — 9 min 47 s (SN) Munoz (Koudri, F. Dair) — 15 min 13 s Munoz — 27 min 59 s Hardy (A. Dair, Champagne) — 30 min 36 s - Koudri (Crinon, Onno) — 37 min 17 s Treille (Rouhiainen, Aubin) — 41 min 8 s | Arbitrage : Damien Bliek et Pierre Dehaen Juges de lignes : Cyril Debuche et Clément Goncalves |
| Ylönen (40 min) Richard (20 min) | Gardiens                                        | Štěpánek                        | | Arbitrage : Damien Bliek et Pierre Dehaen Juges de lignes : Cyril Debuche et Clément Goncalves |
| 14 min                           | Pénalités                                       | 8 min                           | | Arbitrage : Damien Bliek et Pierre Dehaen Juges de lignes : Cyril Debuche et Clément Goncalves |
| 15                               | Tirs                                            | 51                              | | Arbitrage : Damien Bliek et Pierre Dehaen Juges de lignes : Cyril Debuche et Clément Goncalves |

| 26 mars 2023 | Cergy-Pontoise | 2-8 (0-5, 2-1, 0-2) | Grenoble | Aren'ice 2 462 spectateurs |

| Feuille de match                           | Feuille de match                                                                     | Feuille de match                        | Feuille de match | Feuille de match                                                                                |
| ------------------------------------------ | ------------------------------------------------------------------------------------ | --------------------------------------- | --- | ----------------------------------------------------------------------------------------------- |
|                                            | - Miller (Farnier, Horton) — 24 min 4 s Salonen (Baillargeon, Suire) — 24 min 18 s - | 0-1 0-2 0-3 0-4 0-5 1-5 2-5 2-6 2-7 2-8 | Deschamps (Crinon, Fleury) — 4 min 2 s Treille (Hardy, A. Dair) — 6 min 59 s A. Dair (Rouhiainen, Treille) — 9 min 50 s Deschamps (Poukkula) — 15 min 55 s (IN) Aubin (Koudri, F. Dair) — 16 min 52 s - Deschamps (Fleury) — 39 min 41 s Treille (Champagne, Rouhiainen) — 41 min 23 s Hardy (Fleury, Deschamps) — 50 min 25 s | Arbitrage : Julien Peyre et Jérémy Rauline Juges de lignes : Jérémie Douchy et Jason Thorrignac |
| Gilbert (15 min 55 s) Richard (44 min 5 s) | Gardiens                                                                             | Štěpánek                                | | Arbitrage : Julien Peyre et Jérémy Rauline Juges de lignes : Jérémie Douchy et Jason Thorrignac |
| 2 min                                      | Pénalités                                                                            | 6 min                                   | | Arbitrage : Julien Peyre et Jérémy Rauline Juges de lignes : Jérémie Douchy et Jason Thorrignac |
| 29                                         | Tirs                                                                                 | 48                                      | | Arbitrage : Julien Peyre et Jérémy Rauline Juges de lignes : Jérémie Douchy et Jason Thorrignac |

##### Rouen - Angers: 4-2
| 21 mars 2023 | Rouen | 4-1 (2-0, 0-0, 2-1) | Angers | L'Île Lacroix 3 279 spectateurs |

| Feuille de match | Feuille de match | Feuille de match    | Feuille de match                    | Feuille de match                                                                             |
| ---------------- | --- | ------------------- | ----------------------------------- | -------------------------------------------------------------------------------------------- |
|                  | Beauchemin (Boivin, Mallet) — 4 min 8 s Lampérier (Chakiachvili, Beauchemin) — 16 min 14 s (SN) Boivin (Cantagallo) — 45 min 7 s Claireaux (Elorinne, Chakiachvili) — 49 min 37 s - | 1-0 2-0 3-0 4-0 4-1 | - Di Dio Balsamo — 55 min 40 s (IN) | Arbitrage : Pierre Dehaen et Yann Furet Juges de lignes : Cyril Debuche et Clément Goncalves |
| Pintarič         | Gardiens | Cowley              |                                     | Arbitrage : Pierre Dehaen et Yann Furet Juges de lignes : Cyril Debuche et Clément Goncalves |
| 13 min           | Pénalités | 15 min              |                                     | Arbitrage : Pierre Dehaen et Yann Furet Juges de lignes : Cyril Debuche et Clément Goncalves |
| 43               | Tirs | 37                  |                                     | Arbitrage : Pierre Dehaen et Yann Furet Juges de lignes : Cyril Debuche et Clément Goncalves |

| 22 mars 2023 | Rouen | 1-2 (pr) (1-0, 0-1, 0-0, 0-1) | Angers | L'Île Lacroix 3 279 spectateurs |

| Feuille de match | Feuille de match      | Feuille de match | Feuille de match                                                       | Feuille de match                                                                              |
| ---------------- | --------------------- | ---------------- | ---------------------------------------------------------------------- | --------------------------------------------------------------------------------------------- |
|                  | Vīgners — 1 min 9 s - | 1-0 1-1 1-2      | - Meija — 26 min 55 s (IN) Charbonneau (Manning, Giroux) — 61 min 47 s | Arbitrage : Damien Bliek et Julien Peyre Juges de lignes : Jérémie Douchy et Jason Thorrignac |
| Pintarič         | Gardiens              | Cowley           |                                                                        | Arbitrage : Damien Bliek et Julien Peyre Juges de lignes : Jérémie Douchy et Jason Thorrignac |
| 2 min            | Pénalités             | 33 min           |                                                                        | Arbitrage : Damien Bliek et Julien Peyre Juges de lignes : Jérémie Douchy et Jason Thorrignac |
| 40               | Tirs                  | 35               |                                                                        | Arbitrage : Damien Bliek et Julien Peyre Juges de lignes : Jérémie Douchy et Jason Thorrignac |

| 25 mars 2023 | Angers | 1-5 (0-1, 1-1, 0-3) | Rouen | Angers IceParc 3 586 spectateurs |

| Feuille de match | Feuille de match                         | Feuille de match        | Feuille de match | Feuille de match                                                                                          |
| ---------------- | ---------------------------------------- | ----------------------- | --- | --- |
|                  | - Ritz (Harms, Ross) — 24 min 1 s (SN) - | 0-1 1-1 1-2 1-3 1-4 1-5 | Mallet (Beauchemin) — 6 min 59 s - Lampérier (Dodero, Vīgners) — 32 min 15 s Mallet (Tessier, Guimond) — 46 min 1 s (SN) Boivin (Mallet) — 56 min 33 s Claireaux — 59 min 24 s (CV) | Arbitrage : Jérémy Rauline et Geoffrey Barcelo Juges de lignes : Quentin Ugolini et Nicolas Constantineau |
| Cowley           | Gardiens                                 | Pintarič                | | Arbitrage : Jérémy Rauline et Geoffrey Barcelo Juges de lignes : Quentin Ugolini et Nicolas Constantineau |
| 29 min           | Pénalités                                | 6 min                   | | Arbitrage : Jérémy Rauline et Geoffrey Barcelo Juges de lignes : Quentin Ugolini et Nicolas Constantineau |
| 27               | Tirs                                     | 31                      | | Arbitrage : Jérémy Rauline et Geoffrey Barcelo Juges de lignes : Quentin Ugolini et Nicolas Constantineau |

| 26 mars 2023 | Angers | 6-3 (3-0, 2-1, 1-2) | Rouen | Angers IceParc 3 586 spectateurs |

| Feuille de match | Feuille de match | Feuille de match                    | Feuille de match | Feuille de match                                                                               |
| ---------------- | --- | ----------------------------------- | --- | ---------------------------------------------------------------------------------------------- |
|                  | Manavian (Giroux, Manning) — 5 min 16 s Prapavessis (Ross, Torquato) — 12 min 49 s (SN) Halley (Manavian, Harms) — 16 min 14 s - Meija (Charbonneau, Torquato) — 32 min 49 s Torquato (Ross, Ritz) — 39 min 52 s - Di Dio Balsamo — 54 min 50 s (TP) | 1-0 2-0 3-0 3-1 4-1 5-1 5-2 5-3 6-3 | - Tessier (Lampérier, Yeo) — 22 min 24 s - Guimond (Vīgners, Tessier) — 50 min 4 s Maïa (Guimond, Lucenius) — 53 min 50 s - | Arbitrage : Nicolas Cregut et Nicolas Barbez Juges de lignes : Vincent Zede et Gwilherm Margry |
| Cowley           | Gardiens | Pintarič                            | | Arbitrage : Nicolas Cregut et Nicolas Barbez Juges de lignes : Vincent Zede et Gwilherm Margry |
| 12 min           | Pénalités | 39 min                              | | Arbitrage : Nicolas Cregut et Nicolas Barbez Juges de lignes : Vincent Zede et Gwilherm Margry |
| 23               | Tirs | 38                                  | | Arbitrage : Nicolas Cregut et Nicolas Barbez Juges de lignes : Vincent Zede et Gwilherm Margry |

| 29 mars 2023 | Rouen | 4-3 (pr) (2-2, 0-1, 1-0, 1-0) | Angers | L'Île Lacroix 3 279 spectateurs |

| Feuille de match | Feuille de match | Feuille de match            | Feuille de match | Feuille de match                                                                                    |
| ---------------- | --- | --------------------------- | --- | --------------------------------------------------------------------------------------------------- |
|                  | Guimond (Tomasino, Perret) — 2 min 21 s - Guimond (Tessier, Boivin) — 8 min (SN) - Beauchemin (Chakiachvili, Lucenius) — 54 min 14 s (SN) Chakiachvili (Lampérier, Tessier) — 61 min 4 s | 1-0 1-1 2-1 2-2 2-3 3-3 4-3 | - Ritz (Di Dio Balsamo) — 4 min 49 s - Serer (Sarliève, Llorca) — 19 min 11 s Prapavessis (Ross, Torquato) — 33 min 35 s (SN) - | Arbitrage : Jérémy Rauline et Geoffrey Barcelo Juges de lignes : Cyril Debuche et Clément Goncalves |
| Pintarič         | Gardiens | Cowley                      | | Arbitrage : Jérémy Rauline et Geoffrey Barcelo Juges de lignes : Cyril Debuche et Clément Goncalves |
| 4 min            | Pénalités | 33 min                      | | Arbitrage : Jérémy Rauline et Geoffrey Barcelo Juges de lignes : Cyril Debuche et Clément Goncalves |
| 48               | Tirs | 33                          | | Arbitrage : Jérémy Rauline et Geoffrey Barcelo Juges de lignes : Cyril Debuche et Clément Goncalves |

| 31 mars 2023 | Angers | 0-3 (0-1, 0-0, 0-2) | Rouen | Angers IceParc 3 586 spectateurs |

| Feuille de match | Feuille de match | Feuille de match | Feuille de match                                                                 | Feuille de match                                                                                        |
| ---------------- | ---------------- | ---------------- | -------------------------------------------------------------------------------- | --- |
|                  | -                | 0-1 0-2 0-3      | Yeo (Mallet) — 7 min 20 s Yeo — 58 min 18 s (CV) Chakiachvili — 58 min 59 s (CV) | Arbitrage : Nicolas Crégut et Nicolas Barbez Juges de lignes : Quentin Ugolini et Nicolas Constantineau |
| Cowley           | Gardiens         | Pintarič         |                                                                                  | Arbitrage : Nicolas Crégut et Nicolas Barbez Juges de lignes : Quentin Ugolini et Nicolas Constantineau |
| 2 min            | Pénalités        | 2 min            |                                                                                  | Arbitrage : Nicolas Crégut et Nicolas Barbez Juges de lignes : Quentin Ugolini et Nicolas Constantineau |
| 25               | Tirs             | 31               |                                                                                  | Arbitrage : Nicolas Crégut et Nicolas Barbez Juges de lignes : Quentin Ugolini et Nicolas Constantineau |

#### Finale
La finale a lieu du 4 au 14 avril 2023.
| 4 avril 2023 | Grenoble | 8-2 (1-1, 2-0, 5-1) | Rouen | Patinoire Polesud 4 208 spectateurs |

| Feuille de match | Feuille de match | Feuille de match                            | Feuille de match                                                                     | Feuille de match                                                                                     |
| ---------------- | --- | ------------------------------------------- | ------------------------------------------------------------------------------------ | --- |
|                  | Koudri (F. Dair, Raymond) — 6 min 19 s - Treille (Fleury, A. Dair) — 24 min 52 s (SN) Lamarche (Hardy, Fleury) — 32 min 10 s A. Dair (Champagne, Treille) — 40 min 19 s Fabre (Hardy, Stepanek) — 43 min 10 s Fleury (Deschamps, Howden) — 47 min 23 s (SN) Aubin (Poukkula) — 48 min 31 s - Raymond (F. Dair, Koudri) — 55 min 5 s | 1-0 1-1 2-1 3-1 4-1 5-1 6-1 7-1 7-2 8-2     | - Vīgners (Tessier, Boivin) — 17 min 51 s (SN) - Tessier (Yeo, Lampérier) — 54 min - | Arbitrage : Damien Bliek et Pierre Dehaen Juges de lignes : Quentin Ugolini et Nicolas Constantineau |
| Štěpánek         | Gardiens | Pintarič (47 min 23 s) Caubet (12 min 37 s) |                                                                                      | Arbitrage : Damien Bliek et Pierre Dehaen Juges de lignes : Quentin Ugolini et Nicolas Constantineau |
| 38 min           | Pénalités | 21 min                                      |                                                                                      | Arbitrage : Damien Bliek et Pierre Dehaen Juges de lignes : Quentin Ugolini et Nicolas Constantineau |
| 38               | Tirs | 26                                          |                                                                                      | Arbitrage : Damien Bliek et Pierre Dehaen Juges de lignes : Quentin Ugolini et Nicolas Constantineau |

| 5 avril 2023 | Grenoble | 2-0 (0-0, 2-0, 0-0) | Rouen | Patinoire Polesud 4 208 spectateurs |

| Feuille de match | Feuille de match                                                               | Feuille de match | Feuille de match | Feuille de match                                                                                   |
| ---------------- | ------------------------------------------------------------------------------ | ---------------- | ---------------- | -------------------------------------------------------------------------------------------------- |
|                  | Treille (Champagne) — 31 min 27 s Aubin (Poukkula, A. Dair) — 36 min 20 s (SN) | 1-0 2-0          | -                | Arbitrage : Geoffrey Barcelo et Jérémy Rauline Juges de lignes : Clément Goncalves et Vincent Zede |
| Štěpánek         | Gardiens                                                                       | Pintarič         |                  | Arbitrage : Geoffrey Barcelo et Jérémy Rauline Juges de lignes : Clément Goncalves et Vincent Zede |
| 10 min           | Pénalités                                                                      | 37 min           |                  | Arbitrage : Geoffrey Barcelo et Jérémy Rauline Juges de lignes : Clément Goncalves et Vincent Zede |
| 23               | Tirs                                                                           | 27               |                  | Arbitrage : Geoffrey Barcelo et Jérémy Rauline Juges de lignes : Clément Goncalves et Vincent Zede |

| 10 avril 2023 | Rouen | 6-5 (3-3, 3-1, 0-1) | Grenoble | L'Île Lacroix 3 279 spectateurs |

| Feuille de match | Feuille de match | Feuille de match                             | Feuille de match | Feuille de match                                                                               |
| ---------------- | --- | -------------------------------------------- | --- | ---------------------------------------------------------------------------------------------- |
|                  | - Boivin (Guimond, Bedin) — 4 min 58 s (SN) - Lampérier (Guimond, Vīgners) — 15 min 30 s Chakiachvili (Tessier, Lucenius) — 17 min 49 s (2 SN) - Yeo — 22 min 20 s Mallet (Chakiachvili, Elorinne) — 24 min 42 s Tessier (Bedin) — 31 min 1 s (IN) - | 0-1 1-1 1-2 1-3 2-3 3-3 3-4 4-4 5-4 6-4 6-5  | Aubin (Rouhiainen) — 2 min 28 s (SN) - Aubin (Deschamps, Fleury) — 11 min 44 s Fabre (Koudri, Munoz) — 13 min 1 s - Aubin (Fleury) — 21 min 48 s - Aubin (Fleury, Deschamps) — 45 min 38 s | Arbitrage : Damien Bliek et Pierre Dehaen Juges de lignes : Cyril Debuche et Clément Goncalves |
| Pintarič         | Gardiens | Štěpánek (24 min 42 s) Garnier (35 min 18 s) | | Arbitrage : Damien Bliek et Pierre Dehaen Juges de lignes : Cyril Debuche et Clément Goncalves |
| 14 min           | Pénalités | 8 min                                        | | Arbitrage : Damien Bliek et Pierre Dehaen Juges de lignes : Cyril Debuche et Clément Goncalves |
| 25               | Tirs | 36                                           | | Arbitrage : Damien Bliek et Pierre Dehaen Juges de lignes : Cyril Debuche et Clément Goncalves |

| 9 avril 2023 | Rouen | 5-4 (pr) (1-2, 2-1, 1-1, 1-0) | Grenoble | L'Île Lacroix 3 279 spectateurs |

| Feuille de match | Feuille de match | Feuille de match                    | Feuille de match | Feuille de match                                                                                        |
| ---------------- | --- | ----------------------------------- | --- | --- |
|                  | Lucenius (Elorinne, Nesa) — 12 min 33 s - Tessier (Boivin, Mallet) — 22 min 10 s - Bedin (Beauchemin, Lampérier) — 30 min 18 s (SN) - Leborgne — 48 min 1 s Chakiachvili (Tessier, Lampérier) — 61 min 43 s | 1-0 1-1 1-2 2-2 2-3 3-3 3-4 4-4 5-4 | - Fabre (Raymond, Koudri) — 12 min 59 s Aubin (Treille, Rouhiainen) — 14 min 48 s (SN) - Fabre (Aubin, Koudri) — 25 min 8 s - Fabre (Koudri, Rouhiainen) — 45 min 1 s - | Arbitrage : Nicolas Cregut et Nicolas Barbez Juges de lignes : Nicolas Constantineau et Quentin Ugolini |
| Pintarič         | Gardiens | Štěpánek                            | | Arbitrage : Nicolas Cregut et Nicolas Barbez Juges de lignes : Nicolas Constantineau et Quentin Ugolini |
| 4 min            | Pénalités | 50 min                              | | Arbitrage : Nicolas Cregut et Nicolas Barbez Juges de lignes : Nicolas Constantineau et Quentin Ugolini |
| 39               | Tirs | 23                                  | | Arbitrage : Nicolas Cregut et Nicolas Barbez Juges de lignes : Nicolas Constantineau et Quentin Ugolini |

| 12 avril 2023 | Grenoble | 1-2 (0-0, 0-2, 1-0) | Rouen | Patinoire Polesud 4 208 spectateurs |

| Feuille de match | Feuille de match                         | Feuille de match | Feuille de match                                                                    | Feuille de match                                                                                          |
| ---------------- | ---------------------------------------- | ---------------- | ----------------------------------------------------------------------------------- | --- |
|                  | - Aubin (Onno, Crinon) — 51 min 4 s (IN) | 0-1 0-2 1-2      | Mallet (Tessier, Guimond) — 36 min 58 s (SN) Guimond (Tessier) — 38 min 29 s (SN) - | Arbitrage : Geoffrey Barcelo et Jérémy Rauline Juges de lignes : Quentin Ugolini et Nicolas Constantineau |
| Štěpánek         | Gardiens                                 | Pintarič         |                                                                                     | Arbitrage : Geoffrey Barcelo et Jérémy Rauline Juges de lignes : Quentin Ugolini et Nicolas Constantineau |
| 8 min            | Pénalités                                | 4 min            |                                                                                     | Arbitrage : Geoffrey Barcelo et Jérémy Rauline Juges de lignes : Quentin Ugolini et Nicolas Constantineau |
| 21               | Tirs                                     | 20               |                                                                                     | Arbitrage : Geoffrey Barcelo et Jérémy Rauline Juges de lignes : Quentin Ugolini et Nicolas Constantineau |

| 14 avril 2023 | Rouen | 4-3 (pr) (2-1, 1-1, 0-1, 1-0) | Grenoble | L'Île Lacroix 3 279 spectateurs |

| Feuille de match | Feuille de match | Feuille de match            | Feuille de match | Feuille de match                                                                                       |
| ---------------- | --- | --------------------------- | --- | --- |
|                  | Vīgners (Lampérier) — 5 min 53 s - Tessier (Lampérier, Dodero) — 10 min 21 s - Elorinne — 34 min 39 s (IN) - Lucenius (Yeo, Boivin) — 64 min 45 s | 1-0 1-1 2-1 2-2 3-2 3-3 4-3 | - Fabre (Deschamps, Aubin) — 9 min 22 s - Aubin (Deschamps, Fabre) — 25 min 4 s - Fabre (Deschamps, Lamarche) — 44 min 17 s - | Arbitrage : Pierre Dehaen et Damien Bliek Juges de lignes : Nicolas Constantineau et Clément Goncalves |
| Pintarič         | Gardiens | Štěpánek                    | | Arbitrage : Pierre Dehaen et Damien Bliek Juges de lignes : Nicolas Constantineau et Clément Goncalves |
| 10 min           | Pénalités | 6 min                       | | Arbitrage : Pierre Dehaen et Damien Bliek Juges de lignes : Nicolas Constantineau et Clément Goncalves |
| 40               | Tirs | 41                          | | Arbitrage : Pierre Dehaen et Damien Bliek Juges de lignes : Nicolas Constantineau et Clément Goncalves |

#### Poule de maintien
Les quatre derniers de la saison régulière s'affrontent dans une poule de relégation sous le format d'un mini-championnat en matches aller-retour à l'issue duquel le dernier est relégué en Division 1. Tous les points acquis en saison régulière sont conservés.

##### Résultats
Le score de l'équipe à domicile, située dans la colonne de gauche, est inscrit en premier.
| Bilan de la poule de maintien | AGL   | BRI | CHA | NIC   |
| Anglet                        |       | 6-3 | 1-4 | 5-3   |
| Briançon                      | 3-2Pr |     | 2-4 | 4-3   |
| Chamonix                      | 4-3Pr | 4-2 |     | 5-4Pr |
| Nice                          | 2-3   | 2-0 | 8-2 |       |

Pr. : Prolongation    -    TF : Tirs de fusillade

##### Classement
| Clt   | Équipe   | PJ | V | VP | D | DP | BP | BC | Diff | Pts     |
| ----- | -------- | -- | - | -- | - | -- | -- | -- | ---- | ------- |
| +009, | Chamonix | 6  | 3 | 2  | 1 | 0  | 23 | 20 | +3   | 67 (13) |
| +010, | Anglet   | 6  | 3 | 0  | 1 | 2  | 20 | 19 | +1   | 60 (11) |
| +011, | Nice     | 6  | 2 | 0  | 3 | 1  | 22 | 19 | +3   | 50 (7)  |
| +012, | Briançon | 6  | 1 | 1  | 4 | 0  | 14 | 21 | -7   | 22 (5)  |

- relégué en Division 1

- Nota concernant les points : Le nombre de points indiqué correspond au cumul de points entre la saison régulière et la phase de relégation. Le nombre de points acquis en poule de maintien figure entre parenthèses.

## Division 1

### Équipes engagées
| \| Brest Caen Chambéry Cholet Dunkerque Épinal Marseille Montpellier Mont-Blanc Morzine-Avoriaz Nantes Neuilly-sur-Marne Strasbourg Tours \| Localisation des clubs engagés dans le championnat de France de Division 1. |
| Brest Caen Chambéry Cholet Dunkerque Épinal Marseille Montpellier Mont-Blanc Morzine-Avoriaz Nantes Neuilly-sur-Marne Strasbourg Tours                                                                                   |

Les équipes engagées en Division 1 sont au nombre de 14.
| Club                         | Classement 2021-2022 | Entraîneur        | Patinoire                                              | Capacité théorique |
| ---------------------------- | -------------------- | ----------------- | ------------------------------------------------------ | ------------------ |
| Albatros de Brest            | 1er                  | Michal Divíšek    | Rïnkla Stadium                                         | 1 200              |
| Dogs de Cholet               | 2e                   | Julien Pihant     | Complexe sportif Glisséo                               | 1 200              |
| Corsaires de Nantes          | 3e                   | Martin Lacroix    | Patinoire du Petit Port                                | 1 060              |
| Yétis du Mont-Blanc          | 4e                   | Rémi Peronnard    | Patinoire de Saint-Gervais Palais des sports de Megève | 1 800 2 900        |
| Bisons de Neuilly-sur-Marne  | 5e                   | François Dusseau  | Patinoire municipale de Neuilly-sur-Marne              | 700                |
| Drakkars de Caen             | 6e                   | Julien Guimard    | Patinoire de Caen la mer                               | 1 499              |
| Wildcats d'Épinal            | 7e                   | Jan Plch          | Patinoire de Poissompré                                | 2 500              |
| Étoile noire de Strasbourg   | 8e                   | Daniel Bourdages  | Patinoire Iceberg                                      | 2 400              |
| Spartiates de Marseille      | 9e                   | Luc Tardif Junior | Palais omnisports Marseille Grand Est                  | 5 504              |
| Corsaires de Dunkerque       | 10e                  | Jonathan Lafrance | Patinoire Michel-Raffoux                               | 1 400              |
| Remparts de Tours            | 11e                  | Frank Spinozzi    | Patinoire de Tours                                     | 2 316              |
| Vipers de Montpellier        | 12e                  | Jan Dlouhý        | Patinoire Végapolis                                    | 2 400              |
| Éléphants de Chambéry        | 13e                  | Pierre Bergeron   | Patinoire Buisson Rond                                 | 1 200              |
| Pingouins de Morzine-Avoriaz | 1er (Division 2)     | Stéphane Gros     | Škoda Arena                                            | 1 280              |

Légende des couleurs
- Promu de Division 2 2021-2022

### Saison régulière
La saison régulière se joue du 8 octobre 2022 au 11 mars 2023. Les quatorze équipes sont réunies au sein d'une poule unique qui se joue en matchs aller-retour.
Les huit premiers se qualifient pour les séries éliminatoires, dont le vainqueur sera promu en Synerglace Ligue Magnus, après validation par la CNSCG.

#### Résultats
Le score de l'équipe à domicile, située dans la colonne de gauche, est inscrit en premier.
| Résultats (dom.\ext.)                                              | BRE   | CAE   | CHM   | CHO   | DUN   | ÉPI   | MAR   | MON   | M-B   | MOR   | NAN   | NEU   | STR   | TRS   |
| Albatros de Brest                                                  |       | 2-3Pr | 4-5TF | 2-3   | 8-3   | 1-3   | 3-0   | 2-1   | 2-0   | 4-2   | 1-3   | 4-5Pr | 3-1   | 2-3Pr |
| Drakkars de Caen                                                   | 0-1   |       | 1-2   | 2-1TF | 3-0   | 6-4   | 6-1   | 3-0   | 5-2   | 3-2   | 1-4   | 2-1Pr | 5-1   | 2-3   |
| Éléphants de Chambéry                                              | 1-4   | 2-5   |       | 4-5Pr | 5-4TF | 3-6   | 7-2   | 2-4   | 3-5   | 2-1   | 3-2   | 6-1   | 1-5   | 5-2   |
| Dogs de Cholet                                                     | 1-3   | 5-4   | 3-1   |       | 4-3   | 4-3Pr | 6-0   | 2-4   | 6-1   | 6-0   | 4-2   | 1-4   | 5-1   | 1-3   |
| Corsaires de Dunkerque                                             | 1-4   | 4-0   | 2-1   | 7-6   |       | 4-0   | 5-2   | 5-3   | 4-3Pr | 7-3   | 8-4   | 4-3Pr | 2-1   | 5-1   |
| Wildcats d'Épinal                                                  | 7-3   | 3-2   | 4-2   | 4-3Pr | 1-3   |       | 4-3   | 4-5   | 5-1   | 5-4TF | 1-4   | 6-5Pr | 3-5   | 3-2Pr |
| Spartiates de Marseille                                            | 4-5   | 0-3   | 3-1   | 2-1   | 1-4   | 4-3Pr |       | 3-1   | 3-5   | 2-0   | 2-3   | 4-3TF | 5-4TF | 4-1   |
| Vipers de Montpellier                                              | 3-4   | 1-5   | 3-2   | 3-2TF | 1-0   | 0-5   | 3-5   |       | 4-3   | 2-3   | 2-3   | 1-3   | 0-2   | 3-4   |
| Yétis du Mont-Blanc                                                | 7-2   | 2-5   | 5-8   | 2-1Pr | 4-1   | 6-5TF | 2-6   | 2-1   |       | 4-1   | 7-4   | 3-4   | 5-2   | 6-3   |
| Pingouins de Morzine-Avoriaz                                       | 3-1   | 2-5   | 2-3   | 0-4   | 3-6   | 3-4TF | 5-4Pr | 4-3Pr | 3-4Pr |       | 3-2Pr | 3-2   | 1-4   | 2-3Pr |
| Corsaires de Nantes                                                | 1-4   | 0-1   | 6-2   | 0-4   | 8-2   | 4-5   | 1-3   | 5-1   | 8-3   | 4-3   |       | 6-1   | 1-2   | 1-4   |
| Bisons de Neuilly-sur-Marne                                        | 6-5Pr | 4-2   | 5-3   | 2-1   | 2-4   | 3-4   | 2-5   | 5-3   | 4-3   | 3-2   | 6-1   |       | 4-5   | 4-3   |
| Étoile noire de Strasbourg                                         | 3-4Pr | 1-2TF | 2-1TF | 2-1   | 4-6   | 3-2TF | 6-1   | 2-1   | 3-2Pr | 2-1TF | 1-2   | 3-2   |       | 4-3Pr |
| Remparts de Tours                                                  | 0-2   | 2-4   | 2-3   | 4-3Pr | 4-3Pr | 3-2   | 2-1   | 5-1   | 2-4   | 6-5Pr | 3-1   | 3-0   | 4-0   |       |
| - Victoire à domicile - Victoire à l'extérieur - Match non disputé |       |       |       |       |       |       |       |       |       |       |       |       |       |       |

Pr. : Prolongation    -    TF : Tirs de fusillade

#### Classement
Pour l'attribution des points, voir la section « Règlement » ci-dessus.
| Clt   | Équipe            | PJ | V  | VP | D  | DP | BP | BC | Diff | Pts |
| ----- | ----------------- | -- | -- | -- | -- | -- | -- | -- | ---- | --- |
| +001, | Dunkerque         | 26 | 15 | 2  | 7  | 2  | 97 | 79 | +18  | 51  |
| +002, | Caen              | 26 | 14 | 4  | 8  | 0  | 80 | 50 | +30  | 50  |
| +003, | Brest             | 26 | 14 | 1  | 6  | 5  | 80 | 69 | +11  | 49  |
| +004, | Épinal            | 26 | 10 | 5  | 7  | 4  | 96 | 86 | +10  | 44  |
| +005, | Strasbourg        | 26 | 10 | 5  | 8  | 3  | 69 | 68 | +1   | 43  |
| +006, | Tours             | 26 | 10 | 5  | 9  | 2  | 75 | 71 | +4   | 42  |
| +007, | Cholet            | 26 | 11 | 2  | 8  | 5  | 83 | 63 | +20  | 42  |
| +008, | Neuilly-sur-Marne | 26 | 11 | 2  | 9  | 4  | 84 | 87 | -3   | 41  |
| +009, | Mont-Blanc        | 26 | 10 | 3  | 11 | 2  | 91 | 95 | -4   | 38  |
| +010, | Nantes            | 26 | 12 | 0  | 13 | 1  | 81 | 77 | +4   | 37  |
| +011, | Marseille         | 26 | 9  | 3  | 13 | 1  | 70 | 86 | -16  | 34  |
| +012, | Chambéry          | 26 | 9  | 2  | 13 | 2  | 78 | 88 | -10  | 33  |
| +013, | Morzine-Avoriaz   | 26 | 3  | 3  | 14 | 6  | 61 | 95 | -34  | 21  |
| +014, | Montpellier       | 26 | 6  | 1  | 18 | 1  | 54 | 85 | -31  | 21  |

- Qualifié pour les séries éliminatoires
- Dispute la phase de relégation

### Séries éliminatoires

#### Play-offs
Les séries éliminatoires se jouent du 18 mars 2023 au 23 avril 2023. Les 8 équipes les mieux classées à l'issue de la saison régulière sont qualifiées pour les quarts de finale des séries éliminatoires.
Chaque tour se dispute au meilleur des 5 matches. Le vainqueur de la finale est sacré champion de Division 1 et est promu en Ligue Magnus.
Les deux premiers sont joués chez l'équipe la mieux classée, les deux suivants chez la moins bien classée et le dernier chez la mieux classée.
|  |                             |                     |                   |                  |                  |                  |                   |                        |     |              |              |              |                     |              |              |                   |     |   |        |        |        |        |        |        |        |  |
|  | Quarts de finale            | Quarts de finale    | Quarts de finale  | Quarts de finale | Quarts de finale | Quarts de finale | Quarts de finale  |                        |     | Demi-finales | Demi-finales | Demi-finales | Demi-finales        | Demi-finales | Demi-finales | Demi-finales      |     |   | Finale | Finale | Finale | Finale | Finale | Finale | Finale |  |
|  | 18 au 26 mars 2023          |                     |                   |                  |                  |                  |                   |                        |     |              |              |              |                     |              |              |                   |     |   |        |        |        |        |        |        |        |  |
|  |                             |                     |                   |                  |                  |                  |                   |                        |     |              |              |              |                     |              |              |                   |     |   |        |        |        |        |        |        |        |  |
|  | Corsaires de Dunkerque      | (1)                 | 4 P               | 6                | 1                | 7                | 7                 |                        |     |              |              |              |                     |              |              |                   |     |   |        |        |        |        |        |        |        |  |
|  | Corsaires de Dunkerque      | (1)                 | 4 P               | 6                | 1                | 7                | 7                 | 1er au 6 avril 2023    |     |              |              |              |                     |              |              |                   |     |   |        |        |        |        |        |        |        |  |
|  | Bisons de Neuilly-sur-Marne | (8)                 | 3                 | 7                | 3                | 3                | 5                 |                        |     |              |              |              |                     |              |              |                   |     |   |        |        |        |        |        |        |        |  |
|  | Bisons de Neuilly-sur-Marne | (8)                 | 3                 | 7                | 3                | 3                | 5                 | Corsaires de Dunkerque | (1) | 2            | 2            | 4            | 2                   |              |              |                   |     |   |        |        |        |        |        |        |        |  |
|  | 18 au 26 mars 2023          |                     |                   |                  |                  |                  |                   | Corsaires de Dunkerque | (1) | 2            | 2            | 4            | 2                   |              |              |                   |     |   |        |        |        |        |        |        |        |  |
|  |                             |                     | Wildcats d'Épinal | (4)              | 7                | 3 P              | 3                 | 3 P                    |     |              |              |              |                     |              |              |                   |     |   |        |        |        |        |        |        |        |  |
|  | Wildcats d'Épinal           | (4)                 | Wildcats d'Épinal | (4)              | 7                | 3 P              | 3                 | 3 P                    | 5   | 2            | 5            | 5 F          |                     |              |              |                   |     |   |        |        |        |        |        |        |        |  |
|  | Wildcats d'Épinal           | (4)                 |                   |                  |                  |                  |                   |                        | 5   | 2            | 5            | 5 F          | 15 au 19 avril 2023 |              |              |                   |     |   |        |        |        |        |        |        |        |  |
|  | Étoile noire de Strasbourg  | (5)                 | 2                 | 3                | 2                | 4                |                   |                        |     |              |              |              |                     |              |              |                   |     |   |        |        |        |        |        |        |        |  |
|  | Étoile noire de Strasbourg  | (5)                 | 2                 | 3                | 2                | 4                |                   |                        |     |              |              |              |                     |              |              | Wildcats d'Épinal | (4) | 5 | 3      | 2      |        |        |        |        |        |  |
|  | 18 au 26 mars 2023          |                     |                   |                  |                  |                  |                   |                        |     |              |              |              |                     |              |              | Wildcats d'Épinal | (4) | 5 | 3      | 2      |        |        |        |        |        |  |
|  |                             | Remparts de Tours   | (6)               | 2                | 2                | 1                |                   |                        |     |              |              |              |                     |              |              |                   |     |   |        |        |        |        |        |        |        |  |
|  | Albatros de Brest           | Remparts de Tours   | (6)               | 2                | 2                | 1                | (3)               | 2                      | 1   | 7            | 1            |              |                     |              |              |                   |     |   |        |        |        |        |        |        |        |  |
|  | Albatros de Brest           | 1er au 6 avril 2023 |                   |                  |                  |                  | (3)               | 2                      | 1   | 7            | 1            |              |                     |              |              |                   |     |   |        |        |        |        |        |        |        |  |
|  | Remparts de Tours           | (6)                 | 4                 | 2                | 4                | 2 P              |                   |                        |     |              |              |              |                     |              |              |                   |     |   |        |        |        |        |        |        |        |  |
|  | Remparts de Tours           | (6)                 | 4                 | 2                | 4                | 2 P              | Remparts de Tours | (6)                    | 3   | 3            | 7            | 5 P          |                     |              |              |                   |     |   |        |        |        |        |        |        |        |  |
|  | 18 au 26 mars 2023          |                     |                   |                  |                  |                  | Remparts de Tours | (6)                    | 3   | 3            | 7            | 5 P          |                     |              |              |                   |     |   |        |        |        |        |        |        |        |  |
|  |                             |                     | Drakkars de Caen  | (2)              | 1                | 5                | 4                 | 4                      |     |              |              |              |                     |              |              |                   |     |   |        |        |        |        |        |        |        |  |
|  | Drakkars de Caen            | (2)                 | Drakkars de Caen  | (2)              | 1                | 5                | 4                 | 4                      | 5   | 2            | 2 F          | 5            |                     |              |              |                   |     |   |        |        |        |        |        |        |        |  |
|  | Drakkars de Caen            | (2)                 |                   |                  |                  |                  |                   |                        | 5   | 2            | 2 F          | 5            |                     |              |              |                   |     |   |        |        |        |        |        |        |        |  |
|  | Dogs de Cholet              | (7)                 | 4                 | 4                | 1                | 3                |                   |                        |     |              |              |              |                     |              |              |                   |     |   |        |        |        |        |        |        |        |  |
|  | Dogs de Cholet              | (7)                 | 4                 | 4                | 1                | 3                |                   |                        |     |              |              |              |                     |              |              |                   |     |   |        |        |        |        |        |        |        |  |

##### Finale
| 15 avril 2023 | Épinal | 5-2 (1-0, 1-0, 3-2) | Tours | Patinoire de Poissompré 2 516 spectateurs |

| Feuille de match | Feuille de match | Feuille de match            | Feuille de match                                                     | Feuille de match                                                                                            |
| ---------------- | --- | --------------------------- | -------------------------------------------------------------------- | --- |
|                  | Charpentier (Lubin, Pernot) — 3 min 35 s Fujerik — 37 min 29 s Rapenne (Ritz, Ganz) — 44 min 42 s Hrehorčák (Fujerik) — 46 min 46 s - Hrehorčák (Fujerik, Lubin) — 58 min 35 s (CV) | 1-0 2-0 3-0 4-0 4-1 4-2 5-2 | - Bourgaut (Newbury, Maltas) — 51 min 8 s Carry — 52 min 47 s (TP) - | Arbitrage : Adrien Ernecq et Raphaël Rohwedder Juges de lignes : Yohann Creux-Beaugirard et Alexia Cheyroux |
| Bonvalot         | Gardiens | S. Raibon                   |                                                                      | Arbitrage : Adrien Ernecq et Raphaël Rohwedder Juges de lignes : Yohann Creux-Beaugirard et Alexia Cheyroux |
| 8 min            | Pénalités | 10 min                      |                                                                      | Arbitrage : Adrien Ernecq et Raphaël Rohwedder Juges de lignes : Yohann Creux-Beaugirard et Alexia Cheyroux |
| 31               | Tirs | 26                          |                                                                      | Arbitrage : Adrien Ernecq et Raphaël Rohwedder Juges de lignes : Yohann Creux-Beaugirard et Alexia Cheyroux |

| 16 avril 2023 | Épinal | 3-2 (0-1, 1-1, 2-0) | Tours | Patinoire de Poissompré 2 516 spectateurs |

| Feuille de match | Feuille de match                                                                                                | Feuille de match    | Feuille de match                                                                    | Feuille de match                                                                                         |
| ---------------- | --- | ------------------- | ----------------------------------------------------------------------------------- | --- |
|                  | - Ganz (Martin, Jayat) — 37 min 49 s Breton (Martin, Rapenne) — 42 min 51 s Rapenne (Rudzan) — 45 min 47 s (SN) | 0-1 0-2 1-2 2-2 3-2 | Carry (McSween, Newbury) — 16 min 47 s Bourgaut (Newbury, Jacquier) — 21 min 36 s - | Arbitrage : Alexandre Hauchart et Sébastien Levasseur Juges de lignes : Thomas Simon et Leevan Thiebault |
| Bonvalot         | Gardiens | S. Raibon           |                                                                                     | Arbitrage : Alexandre Hauchart et Sébastien Levasseur Juges de lignes : Thomas Simon et Leevan Thiebault |
| 8 min            | Pénalités | 8 min               |                                                                                     | Arbitrage : Alexandre Hauchart et Sébastien Levasseur Juges de lignes : Thomas Simon et Leevan Thiebault |
| 25               | Tirs | 21                  |                                                                                     | Arbitrage : Alexandre Hauchart et Sébastien Levasseur Juges de lignes : Thomas Simon et Leevan Thiebault |

| 19 avril 2023 | Tours | 1-2 (0-1, 0-1, 1-0) | Épinal | Patinoire de Tours 2 198 spectateurs |

| Feuille de match | Feuille de match            | Feuille de match | Feuille de match                                                       | Feuille de match                                                                                            |
| ---------------- | --------------------------- | ---------------- | ---------------------------------------------------------------------- | --- |
|                  | - Newbury — 58 min 1 s (JS) | 0-1 0-2 1-2      | Hrehorčák (Rusina) — 9 min 50 s (2 SN) Rudzan (Rapenne) — 24 min 2 s - | Arbitrage : Raphaël Rohwedder et Adrien Ernecq Juges de lignes : Alexia Cheyroux et Yohann Creux-Beaugirard |
| Raibon           | Gardiens                    | Bonvalot         |                                                                        | Arbitrage : Raphaël Rohwedder et Adrien Ernecq Juges de lignes : Alexia Cheyroux et Yohann Creux-Beaugirard |
| 35 min           | Pénalités                   | 12 min           |                                                                        | Arbitrage : Raphaël Rohwedder et Adrien Ernecq Juges de lignes : Alexia Cheyroux et Yohann Creux-Beaugirard |
| 29               | Tirs                        | 40               |                                                                        | Arbitrage : Raphaël Rohwedder et Adrien Ernecq Juges de lignes : Alexia Cheyroux et Yohann Creux-Beaugirard |

#### Poule de maintien
Les quatre derniers de la saison régulière s'affrontent dans une poule de relégation sous le format d'un mini-championnat en matches aller-retour à l'issue duquel le dernier est relégué en Division 2. Les résultats des confrontations entre chaque équipe durant la saison régulière sont conservés.

##### Résultats
Le score de l'équipe à domicile, située dans la colonne de gauche, est inscrit en premier.
| Bilan de la saison régulière                                       | CHM | MAR   | MON   | MOR |
| Éléphants de Chambéry                                              |     | 7-2   | 2-4   | 2-1 |
| Spartiates de Marseille                                            | 3-1 |       | 3-1   | 2-0 |
| Vipers de Montpellier                                              | 3-2 | 3-5   |       | 2-3 |
| Pingouins de Morzine-Avoriaz                                       | 2-3 | 5-4Pr | 4-3Pr |     |
| - Victoire à domicile - Victoire à l'extérieur - Match non disputé |     |       |       |     |

| Bilan de la poule de maintien                                      | CHM | MAR   | MON   | MOR   |
| Éléphants de Chambéry                                              |     | 6-3   | 7-6Pr | 3-4Pr |
| Spartiates de Marseille                                            | 3-1 |       | 3-4   | 2-4   |
| Vipers de Montpellier                                              | 5-3 | 2-4   |       | 1-2   |
| Pingouins de Morzine-Avoriaz                                       | 1-5 | 3-2TF | 6-5Pr |       |
| - Victoire à domicile - Victoire à l'extérieur - Match non disputé |     |       |       |       |

Pr. : Prolongation    -    TF : Tirs de fusillade

##### Classement
| Clt   | Équipe          | PJ | V | VP | D | DP | BP | BC | Diff | Pts     |
| ----- | --------------- | -- | - | -- | - | -- | -- | -- | ---- | ------- |
| +011, | Marseille       | 6  | 2 | 0  | 3 | 1  | 17 | 20 | -3   | 20 (7)  |
| +012, | Morzine-Avoriaz | 6  | 2 | 3  | 1 | 0  | 20 | 18 | +2   | 19 (12) |
| +013, | Chambéry        | 6  | 2 | 1  | 2 | 1  | 25 | 22 | +3   | 18 (9)  |
| +014, | Montpellier     | 6  | 2 | 0  | 2 | 2  | 23 | 25 | -2   | 15 (8)  |

- relégué en Division 2

- Nota concernant les points : Le nombre de points indiqué correspond au cumul de points entre la saison régulière et la phase de relégation. Le nombre de points acquis en poule de maintien figure entre parenthèses.

## Division 2

### Équipes engagées
Les équipes engagées en Division 2 sont donc au nombre de vingt (dont quatre équipes réserves). Elles sont réparties en deux poules de dix :
| Club                           | Classement 2021-2022 | Entraîneur                                    | Patinoire                                                   | Capacité théorique |
| ------------------------------ | -------------------- | --------------------------------------------- | ----------------------------------------------------------- | ------------------ |
| Comètes de Meudon              | 5e                   | Sylvain Codère et Kévin Arrault Kévin Arrault | Sport Station                                               | 700                |
| Diables rouges de Valenciennes | 6e                   | Romain Sadoine                                | Patinoire Valigloo                                          | 1500               |
| Phénix de Reims                | 9e                   | Ivan Bock                                     | Patinoire Albert-1er                                        | 700                |
| Dragons de Rouen II            | 10e                  | Ari Salo                                      | L'Île Lacroix                                               | 3 279              |
| Français volants de Paris      | 11e                  | Loïc Sadoun                                   | Patinoire Sonja-Henie                                       | 500                |
| Lions de Wasquehal             | 12e                  | Fabien Chardon                                | Patinoire Serge Charles Lille                               | 400                |
| Red Dogs d'Amnéville           | 14e                  | Jan Soldán                                    | Patinoire du Centre de Loisirs                              | 550                |
| Coqs de Courbevoie             | 17e                  | Manuel Cuesta                                 | Patinoire municipale de Courbevoie                          | 700                |
| Jets d'Évry Viry               | 18e                  | Fabrice Lallemand Jérôme Mo                   | Patinoire des Lacs de l'Essonne Patinoire François Le Comte | 900 250            |
| Gothiques d'Amiens II          | 2e (Division 3)      | Mathieu Mille                                 | Coliseum                                                    | 2 882 à 3 400      |

| Club                           | Classement 2021-2022 | Entraîneur           | Patinoire                                                                      | Capacité théorique |
| ------------------------------ | -------------------- | -------------------- | ------------------------------------------------------------------------------ | ------------------ |
| Sangliers Arvernes de Clermont | 14e (Division 1)     | Alex Stein           | Patinoire Clermont Communauté                                                  | 2 500              |
| Bélougas de Toulouse-Blagnac   | 2e                   | Eddy Martin-Whalen   | Patinoire Jacques-Raynaud Patinoire Alex Jany                                  | 1 200 981          |
| Chevaliers du lac d'Annecy     | 3e                   | Stéphane Barin       | Complexe Jean Régis                                                            | 1 650              |
| Bouquetins du HCMP             | 4e                   | Pierre Rossat-Mignod | Patinoire de Courchevel Patinoire de Méribel Patinoire de Pralognan-la-Vanoise | 1 000 2 500 1 800  |
| Renards de Roanne              | 7e                   | Romain Bonnefond     | Patinoire Fontalon                                                             | 1 350              |
| Ours de Villard-de-Lans        | 8e                   | Nathan Bernier       | Patinoire André Ravix                                                          | 2 000              |
| Grizzlys de Vaujany            | 13e                  | Edo Terglav          | Patinoire de Vaujany                                                           | 900                |
| Lynx de Valence                | 15e                  | Thibaud Saintecroix  | Patinoire Jo Boyadjian                                                         | 1 000              |
| Ducs d'Angers II               | 16e                  | Pierre-Yves Albert   | Angers IceParc                                                                 | 3 586              |
| Titans de Colmar               | 19e                  | Tarik Chipaux        | Patinoire de Colmar                                                            | 1 200              |

Légende des couleurs
- Promu de Division 3 2021-2022
- Relégué de Division 1 2021-2022

### Saison régulière
La saison régulière se joue du 8 octobre 2022 au 25 février 2023.
Les huit premiers de chaque poule se qualifient pour les séries éliminatoires qui se jouent en matchs aller-retour en huitièmes de finale. Les quarts de finale, demi-finales et la finale se déroulent au meilleur des trois matchs ; la 1re rencontre se joue chez l'équipe la moins bien classée, la 2e et éventuellement la 3e chez la mieux classée. Le vainqueur de la finale est sacré champion de Division 2. Il est promu en Division 1.
Les deux derniers de chaque poule jouent une phase de relégation. Cette phase est un mini-championnat en matchs aller-retour à l'issue duquel les deux derniers sont relégués en Division 3.

#### Poule A
Le score de l'équipe à domicile, située dans la colonne de gauche, est inscrit en premier.
| Résultats (dom.\ext.)                                              | AMI  | AMN   | COU | ÉVY   | MEU   | PAR  | REI   | ROU  | VAC  | WAS  |
| Gothiques d'Amiens II                                              |      | 1-2   | 3-4 | 11-4  | 0-5   | 0-8  | 0-8   | 2-5  | 3-7  | 4-2  |
| Red Dogs d'Amnéville                                               | 2-1  |       | 5-6 | 7-0   | 2-3Pr | 2-5  | 2-3Pr | 2-3  | 2-3  | 10-7 |
| Coqs de Courbevoie                                                 | 4-1  | 6-1   |     | 3-2Pr | 5-4TF | 3-6  | 1-3   | 6-1  | 6-1  | 7-4  |
| Jets d'Évry Viry                                                   | 3-2  | 4-5Pr | 6-3 |       | 1-9   | 2-9  | 1-4   | 4-3  | 2-11 | 8-2  |
| Comètes de Meudon                                                  | 7-4  | 8-4   | 5-4 | 10-2  |       | 2-5  | 0-3   | 9-1  | 4-7  | 6-2  |
| Français volants de Paris                                          | 8-1  | 3-1   | 5-0 | 4-1   | 4-3TF |      | 5-4TF | 13-3 | 5-3  | 8-1  |
| Phénix de Reims                                                    | 11-0 | 2-6   | 4-1 | 4-0   | 4-5   | 1-3  |       | 5-4  | 4-6  | 4-3  |
| Dragons de Rouen II                                                | 3-4  | 4-3   | 5-2 | 4-5TF | 2-4   | 5-9  | 9-6   |      | 3-10 | 6-1  |
| Diables rouges de Valenciennes                                     | 7-0  | 13-1  | 9-1 | 8-1   | 4-5Pr | 4-3  | 4-3   | 7-3  |      | 9-5  |
| Lions de Wasquehal                                                 | 7-5  | 2-6   | 0-8 | 3-6   | 5-8   | 4-10 | 3-8   | 5-6  | 1-8  |      |
| - Victoire à domicile - Victoire à l'extérieur - Match non disputé |      |       |     |       |       |      |       |      |      |      |

Pr. : Prolongation    -    TF : Tirs de fusillade
| Clt   | Équipe       | PJ | V  | VP | D  | DP | BP  | BC  | Diff | Pts |
| ----- | ------------ | -- | -- | -- | -- | -- | --- | --- | ---- | --- |
| +001, | Paris        | 18 | 15 | 2  | 1  | 0  | 113 | 40  | +73  | 49  |
| +002, | Valenciennes | 18 | 15 | 0  | 2  | 1  | 121 | 52  | +69  | 46  |
| +003, | Meudon       | 18 | 11 | 2  | 2  | 3  | 97  | 59  | +38  | 39  |
| +004, | Reims        | 18 | 10 | 1  | 6  | 1  | 81  | 53  | +28  | 33  |
| +005, | Courbevoie   | 18 | 8  | 2  | 8  | 0  | 70  | 65  | +5   | 28  |
| +006, | Rouen II     | 18 | 7  | 0  | 10 | 1  | 70  | 97  | -27  | 22  |
| +007, | Amnéville    | 18 | 6  | 1  | 9  | 2  | 63  | 74  | -11  | 22  |
| +008, | Évry Viry    | 18 | 5  | 1  | 11 | 1  | 52  | 102 | -50  | 19  |
| +009, | Amiens II    | 18 | 3  | 0  | 15 | 0  | 42  | 97  | -55  | 9   |
| +010, | Wasquehal    | 18 | 1  | 0  | 17 | 0  | 57  | 127 | -70  | 3   |

- Qualifié pour les huitièmes de finale
- Dispute la poule de maintien

#### Poule B
Le score de l'équipe à domicile, située dans la colonne de gauche, est inscrit en premier.
| Résultats (dom.\ext.)                                              | ANN   | ANG   | CLE   | COL   | CMP   | ROA | TLS   | VAL   | VAU   | VIL |
| Chevaliers du lac d'Annecy                                         |       | 2-5   | 3-2   | 7-3   | 5-1   | 1-5 | 3-2TF | 3-7   | 6-3   | 1-2 |
| Ducs d'Angers II                                                   | 2-3   |       | 4-2   | 3-1   | 3-8   | 3-4 | 2-3   | 4-5   | 2-4   | 1-7 |
| Sangliers Arvernes de Clermont                                     | 5-3   | 3-5   |       | 6-1   | 6-7   | 2-5 | 5-2   | 4-5TF | 2-6   | 4-6 |
| Titans de Colmar                                                   | 3-4Pr | 1-2   | 2-3   |       | 2-5   | 0-7 | 1-3   | 1-6   | 3-6   | 0-6 |
| Bouquetins du HCMP                                                 | 8-1   | 5-3   | 7-1   | 6-1   |       | 9-5 | 5-2   | 7-1   | 2-4   | 0-3 |
| Renards de Roanne                                                  | 3-5   | 9-1   | 5-2   | 9-2   | 3-1   |     | 11-6  | 10-5  | 3-4   | 9-6 |
| Bélougas de Toulouse-Blagnac                                       | 3-5   | 2-3Pr | 2-1   | 11-1  | 3-5   | 6-5 |       | 5-2   | 3-4TF | 3-1 |
| Lynx de Valence                                                    | 2-9   | 2-5   | 4-5Pr | 9-0   | 7-4   | 3-8 | 6-5   |       | 2-3   | 1-8 |
| Grizzlys de Vaujany                                                | 4-2   | 8-3   | 7-4   | 6-1   | 3-2   | 8-3 | 5-4   | 6-3   |       | 3-7 |
| Ours de Villard-de-Lans                                            | 1-2TF | 7-2   | 7-0   | 3-2Pr | 3-4Pr | 0-1 | 7-2   | 4-6   | 0-11  |     |
| - Victoire à domicile - Victoire à l'extérieur - Match non disputé |       |       |       |       |       |     |       |       |       |     |

Pr. : Prolongation    -    TF : Tirs de fusillade
| Clt   | Équipe                       | PJ | V  | VP | D  | DP | BP  | BC  | Diff | Pts |
| ----- | ---------------------------- | -- | -- | -- | -- | -- | --- | --- | ---- | --- |
| +001, | Vaujany                      | 18 | 15 | 1  | 2  | 0  | 95  | 52  | +43  | 47  |
| +002, | Roanne                       | 18 | 13 | 0  | 5  | 0  | 105 | 64  | +41  | 39  |
| +003, | Courchevel Méribel Pralognan | 18 | 11 | 1  | 6  | 0  | 96  | 56  | +30  | 35  |
| +004, | Villard-de-Lans              | 18 | 10 | 1  | 5  | 2  | 78  | 52  | +26  | 34  |
| +005, | Annecy                       | 18 | 8  | 3  | 7  | 0  | 65  | 61  | +4   | 29  |
| +006, | Toulouse-Blagnac             | 18 | 7  | 0  | 8  | 3  | 67  | 72  | -5   | 24  |
| +007, | Valence                      | 18 | 7  | 1  | 9  | 1  | 76  | 91  | -15  | 24  |
| +008, | Angers II                    | 18 | 6  | 1  | 11 | 0  | 53  | 76  | -23  | 20  |
| +009, | Clermont                     | 18 | 4  | 1  | 12 | 1  | 57  | 81  | -24  | 15  |
| +010, | Colmar                       | 18 | 0  | 0  | 16 | 2  | 25  | 102 | -77  | 2   |

- Qualifié pour les huitièmes de finale
- Dispute la poule de maintien

### Séries éliminatoires
Les séries éliminatoires se jouent du 4 mars 2023 au 23 avril 2023. Les 8 équipes les mieux classées de chaque poule à l'issue de la saison régulière sont qualifiées pour les huitièmes de finale des séries éliminatoires. Les huitièmes et les quarts de finales se déroulent au meilleur des 3 matches, à partir des demi-finales les manches se disputent au meilleur des 5 matches. Le vainqueur de la finale est sacré champion de Division 2 et est promu en Division 1.

#### Play-offs
en italique : les équipes ne pouvant pas être promues
|  |                              |                     |                          |                     |                                |                     |                     |                           |                           |                           |                           |                           |                           |                           |                                |                   |                   |                   |                   |                   |                   |                   |                   |        |        |        |        |        |        |        |        |        |
|  | Huitièmes de finale          | Huitièmes de finale | Huitièmes de finale      | Huitièmes de finale | Huitièmes de finale            | Huitièmes de finale | Huitièmes de finale |                           |                           | Quarts de finale          | Quarts de finale          | Quarts de finale          | Quarts de finale          | Quarts de finale          | Quarts de finale               | Quarts de finale  |                   |                   | Finale            | Finale            | Finale            | Finale            | Finale            | Finale | Finale | Finale | Finale | Finale | Finale | Finale | Finale | Finale |
|  |                              |                     |                          |                     |                                |                     |                     |                           |                           |                           |                           |                           |                           |                           |                                |                   |                   |                   |                   |                   |                   |                   |                   |        |        |        |        |        |        |        |        |        |
|  |                              |                     |                          |                     |                                |                     |                     |                           |                           |                           | Demi-finales              |                           |                           |                           |                                |                   |                   |                   |                   |                   |                   |                   |                   |        |        |        |        |        |        |        |        |        |
|  | 4 et 11 mars 2023            |                     |                          |                     |                                |                     |                     |                           |                           |                           |                           |                           |                           |                           |                                |                   |                   |                   |                   |                   |                   |                   |                   |        |        |        |        |        |        |        |        |        |
|  |                              |                     |                          |                     |                                |                     |                     |                           |                           |                           |                           |                           |                           |                           |                                |                   |                   |                   |                   |                   |                   |                   |                   |        |        |        |        |        |        |        |        |        |
|  | Français volants de Paris    | A1                  | 11                       | 10                  |                                |                     |                     |                           |                           |                           |                           |                           |                           |                           |                                |                   |                   |                   |                   |                   |                   |                   |                   |        |        |        |        |        |        |        |        |        |
|  | Français volants de Paris    | A1                  | 11                       | 10                  | 18 et 25 mars 2023             |                     |                     |                           |                           |                           |                           |                           |                           |                           |                                |                   |                   |                   |                   |                   |                   |                   |                   |        |        |        |        |        |        |        |        |        |
|  | Ducs d'Angers II             | B8                  | 0                        | 0                   |                                |                     |                     |                           |                           |                           |                           |                           |                           |                           |                                |                   |                   |                   |                   |                   |                   |                   |                   |        |        |        |        |        |        |        |        |        |
|  | Ducs d'Angers II             | B8                  | 0                        | 0                   | Français volants de Paris      | A1                  | 3                   | 5                         |                           |                           |                           |                           |                           |                           |                                |                   |                   |                   |                   |                   |                   |                   |                   |        |        |        |        |        |        |        |        |        |
|  | 4 et 11 mars 2023            |                     |                          |                     | Français volants de Paris      | A1                  | 3                   | 5                         |                           |                           |                           |                           |                           |                           |                                |                   |                   |                   |                   |                   |                   |                   |                   |        |        |        |        |        |        |        |        |        |
|  |                              |                     | Ours de Villard-de-Lans  | B4                  | 2                              | 4                   |                     |                           |                           |                           |                           |                           |                           |                           |                                |                   |                   |                   |                   |                   |                   |                   |                   |        |        |        |        |        |        |        |        |        |
|  | Ours de Villard-de-Lans      | B4                  | Ours de Villard-de-Lans  | B4                  | 2                              | 4                   | 5                   | 4                         |                           |                           |                           |                           |                           |                           |                                |                   |                   |                   |                   |                   |                   |                   |                   |        |        |        |        |        |        |        |        |        |
|  | Ours de Villard-de-Lans      | B4                  | 1er au 12 avril 2023     |                     |                                |                     | 5                   | 4                         |                           |                           |                           |                           |                           |                           |                                |                   |                   |                   |                   |                   |                   |                   |                   |        |        |        |        |        |        |        |        |        |
|  | Coqs de Courbevoie           | A5                  | 1                        | 2                   |                                |                     |                     |                           |                           |                           |                           |                           |                           |                           |                                |                   |                   |                   |                   |                   |                   |                   |                   |        |        |        |        |        |        |        |        |        |
|  | Coqs de Courbevoie           | A5                  | 1                        | 2                   |                                |                     |                     | Français volants de Paris | Français volants de Paris | Français volants de Paris | Français volants de Paris | Français volants de Paris | Français volants de Paris | Français volants de Paris | Français volants de Paris      | A1                | 6                 | 4                 | 4                 |                   |                   |                   |                   |        |        |        |        |        |        |        |        |        |
|  | 4 et 11 mars 2023            |                     |                          |                     |                                |                     |                     | Français volants de Paris | Français volants de Paris | Français volants de Paris | Français volants de Paris | Français volants de Paris | Français volants de Paris | Français volants de Paris | Français volants de Paris      | A1                | 6                 | 4                 | 4                 |                   |                   |                   |                   |        |        |        |        |        |        |        |        |        |
|  | Comètes de Meudon            | Comètes de Meudon   | Comètes de Meudon        | Comètes de Meudon   | Comètes de Meudon              | Comètes de Meudon   | Comètes de Meudon   | Comètes de Meudon         | A3                        | 7                         | 5 P                       | 8                         |                           |                           |                                |                   |                   |                   |                   |                   |                   |                   |                   |        |        |        |        |        |        |        |        |        |
|  | Comètes de Meudon            | Comètes de Meudon   | Comètes de Meudon        | Comètes de Meudon   | Comètes de Meudon              | Comètes de Meudon   | Comètes de Meudon   | Comètes de Meudon         | A3                        | 7                         | 5 P                       | 8                         | Comètes de Meudon         | A3                        | 7                              | 3 P               |                   |                   |                   |                   |                   |                   |                   |        |        |        |        |        |        |        |        |        |
|  | 18 et 25 mars 2023           |                     |                          |                     |                                |                     |                     |                           |                           |                           |                           |                           | Comètes de Meudon         | A3                        | 7                              | 3 P               |                   |                   |                   |                   |                   |                   |                   |        |        |        |        |        |        |        |        |        |
|  | Bélougas de Toulouse-Blagnac | B6                  | 4                        | 2                   |                                |                     |                     |                           |                           |                           |                           |                           |                           |                           |                                |                   |                   |                   |                   |                   |                   |                   |                   |        |        |        |        |        |        |        |        |        |
|  | Bélougas de Toulouse-Blagnac | B6                  | 4                        | 2                   | Comètes de Meudon              | A3                  | 7                   | 8                         |                           |                           |                           |                           |                           |                           |                                |                   |                   |                   |                   |                   |                   |                   |                   |        |        |        |        |        |        |        |        |        |
|  | 4 et 11 mars 2023            |                     |                          |                     | Comètes de Meudon              | A3                  | 7                   | 8                         |                           |                           |                           |                           |                           |                           |                                |                   |                   |                   |                   |                   |                   |                   |                   |        |        |        |        |        |        |        |        |        |
|  |                              |                     | Renards de Roanne        | B2                  | 3                              | 3                   |                     |                           |                           |                           |                           |                           |                           |                           |                                |                   |                   |                   |                   |                   |                   |                   |                   |        |        |        |        |        |        |        |        |        |
|  | Renards de Roanne            | B2                  | Renards de Roanne        | B2                  | 3                              | 3                   | 7                   | 5                         |                           |                           |                           |                           |                           |                           |                                |                   |                   |                   |                   |                   |                   |                   |                   |        |        |        |        |        |        |        |        |        |
|  | Renards de Roanne            | B2                  |                          |                     |                                |                     | 7                   | 5                         |                           |                           | 15 au 26 avril 2023       |                           |                           |                           |                                |                   |                   |                   |                   |                   |                   |                   |                   |        |        |        |        |        |        |        |        |        |
|  | Red Dogs d'Amnéville         | A7                  | 3                        | 4                   |                                |                     |                     |                           |                           |                           |                           |                           |                           |                           |                                |                   |                   |                   |                   |                   |                   |                   |                   |        |        |        |        |        |        |        |        |        |
|  | Red Dogs d'Amnéville         | A7                  | 3                        | 4                   |                                |                     |                     |                           |                           |                           |                           |                           |                           |                           |                                | Comètes de Meudon | Comètes de Meudon | Comètes de Meudon | Comètes de Meudon | Comètes de Meudon | Comètes de Meudon | Comètes de Meudon | Comètes de Meudon | A3     | 2      | 3      | 5      | 5      | 6      |        |        |        |
|  | 4 et 11 mars 2023            |                     |                          |                     |                                |                     |                     |                           |                           |                           |                           |                           |                           |                           |                                | Comètes de Meudon | Comètes de Meudon | Comètes de Meudon | Comètes de Meudon | Comètes de Meudon | Comètes de Meudon | Comètes de Meudon | Comètes de Meudon | A3     | 2      | 3      | 5      | 5      | 6      |        |        |        |
|  | Grizzlys de Vaujany          | Grizzlys de Vaujany | Grizzlys de Vaujany      | Grizzlys de Vaujany | Grizzlys de Vaujany            | Grizzlys de Vaujany | Grizzlys de Vaujany | Grizzlys de Vaujany       | B1                        | 3                         | 5                         | 3                         | 2                         | 8                         |                                |                   |                   |                   |                   |                   |                   |                   |                   |        |        |        |        |        |        |        |        |        |
|  | Grizzlys de Vaujany          | Grizzlys de Vaujany | Grizzlys de Vaujany      | Grizzlys de Vaujany | Grizzlys de Vaujany            | Grizzlys de Vaujany | Grizzlys de Vaujany | Grizzlys de Vaujany       | B1                        | 3                         | 5                         | 3                         | 2                         | 8                         | Diables rouges de Valenciennes | A2                | 5                 | 7                 |                   |                   |                   |                   |                   |        |        |        |        |        |        |        |        |        |
|  | 18, 25 et 26 mars 2023       |                     |                          |                     |                                |                     |                     |                           |                           |                           |                           |                           |                           |                           | Diables rouges de Valenciennes | A2                | 5                 | 7                 |                   |                   |                   |                   |                   |        |        |        |        |        |        |        |        |        |
|  | Lynx de Valence              | B7                  | 1                        | 5                   |                                |                     |                     |                           |                           |                           |                           |                           |                           |                           |                                |                   |                   |                   |                   |                   |                   |                   |                   |        |        |        |        |        |        |        |        |        |
|  | Lynx de Valence              | B7                  | 1                        | 5                   | Diables rouges de Valenciennes | A2                  | 3                   | 6                         | 4                         |                           |                           |                           |                           |                           |                                |                   |                   |                   |                   |                   |                   |                   |                   |        |        |        |        |        |        |        |        |        |
|  | 4 et 11 mars 2023            |                     |                          |                     | Diables rouges de Valenciennes | A2                  | 3                   | 6                         | 4                         |                           |                           |                           |                           |                           |                                |                   |                   |                   |                   |                   |                   |                   |                   |        |        |        |        |        |        |        |        |        |
|  |                              |                     | Bouquetins du HCMP       | B3                  | 5                              | 3                   | 5                   |                           |                           |                           |                           |                           |                           |                           |                                |                   |                   |                   |                   |                   |                   |                   |                   |        |        |        |        |        |        |        |        |        |
|  | Bouquetins du HCMP           | B3                  | Bouquetins du HCMP       | B3                  | 5                              | 3                   | 5                   | 5                         | 8                         |                           |                           |                           |                           |                           |                                |                   |                   |                   |                   |                   |                   |                   |                   |        |        |        |        |        |        |        |        |        |
|  | Bouquetins du HCMP           | B3                  | 31 mars au 12 avril 2023 |                     |                                |                     |                     | 5                         | 8                         |                           |                           |                           |                           |                           |                                |                   |                   |                   |                   |                   |                   |                   |                   |        |        |        |        |        |        |        |        |        |
|  | Dragons de Rouen II          | A6                  | 1                        | 2                   |                                |                     |                     |                           |                           |                           |                           |                           |                           |                           |                                |                   |                   |                   |                   |                   |                   |                   |                   |        |        |        |        |        |        |        |        |        |
|  | Dragons de Rouen II          | A6                  | 1                        | 2                   |                                |                     |                     | Bouquetins du HCMP        | Bouquetins du HCMP        | Bouquetins du HCMP        | Bouquetins du HCMP        | Bouquetins du HCMP        | Bouquetins du HCMP        | Bouquetins du HCMP        | Bouquetins du HCMP             | B3                | 1                 | 3                 | 2                 |                   |                   |                   |                   |        |        |        |        |        |        |        |        |        |
|  | 4 et 11 mars 2023            |                     |                          |                     |                                |                     |                     | Bouquetins du HCMP        | Bouquetins du HCMP        | Bouquetins du HCMP        | Bouquetins du HCMP        | Bouquetins du HCMP        | Bouquetins du HCMP        | Bouquetins du HCMP        | Bouquetins du HCMP             | B3                | 1                 | 3                 | 2                 |                   |                   |                   |                   |        |        |        |        |        |        |        |        |        |
|  | Grizzlys de Vaujany          | Grizzlys de Vaujany | Grizzlys de Vaujany      | Grizzlys de Vaujany | Grizzlys de Vaujany            | Grizzlys de Vaujany | Grizzlys de Vaujany | Grizzlys de Vaujany       | B1                        | 4                         | 5                         | 4                         |                           |                           |                                |                   |                   |                   |                   |                   |                   |                   |                   |        |        |        |        |        |        |        |        |        |
|  | Grizzlys de Vaujany          | Grizzlys de Vaujany | Grizzlys de Vaujany      | Grizzlys de Vaujany | Grizzlys de Vaujany            | Grizzlys de Vaujany | Grizzlys de Vaujany | Grizzlys de Vaujany       | B1                        | 4                         | 5                         | 4                         | Phénix de Reims           | A4                        | 0                              | 1                 |                   |                   |                   |                   |                   |                   |                   |        |        |        |        |        |        |        |        |        |
|  | 18 et 25 mars 2023           |                     |                          |                     |                                |                     |                     |                           |                           |                           |                           |                           | Phénix de Reims           | A4                        | 0                              | 1                 |                   |                   |                   |                   |                   |                   |                   |        |        |        |        |        |        |        |        |        |
|  | Chevaliers du lac d'Annecy   | B5                  | 7                        | 5                   |                                |                     |                     |                           |                           |                           |                           |                           |                           |                           |                                |                   |                   |                   |                   |                   |                   |                   |                   |        |        |        |        |        |        |        |        |        |
|  | Chevaliers du lac d'Annecy   | B5                  | 7                        | 5                   | Chevaliers du lac d'Annecy     | B5                  | 1                   | 1                         |                           |                           |                           |                           |                           |                           |                                |                   |                   |                   |                   |                   |                   |                   |                   |        |        |        |        |        |        |        |        |        |
|  | 4 et 11 mars 2023            |                     |                          |                     | Chevaliers du lac d'Annecy     | B5                  | 1                   | 1                         |                           |                           |                           |                           |                           |                           |                                |                   |                   |                   |                   |                   |                   |                   |                   |        |        |        |        |        |        |        |        |        |
|  |                              |                     | Grizzlys de Vaujany      | B1                  | 2 P                            | 2 P                 |                     |                           |                           |                           |                           |                           |                           |                           |                                |                   |                   |                   |                   |                   |                   |                   |                   |        |        |        |        |        |        |        |        |        |
|  | Grizzlys de Vaujany          | B1                  | Grizzlys de Vaujany      | B1                  | 2 P                            | 2 P                 | 4                   | 13                        |                           |                           |                           |                           |                           |                           |                                |                   |                   |                   |                   |                   |                   |                   |                   |        |        |        |        |        |        |        |        |        |
|  | Grizzlys de Vaujany          | B1                  |                          |                     |                                |                     | 4                   | 13                        |                           |                           |                           |                           |                           |                           |                                |                   |                   |                   |                   |                   |                   |                   |                   |        |        |        |        |        |        |        |        |        |
|  | Jets d'Évry Viry             | A8                  | 0                        | 1                   |                                |                     |                     |                           |                           |                           |                           |                           |                           |                           |                                |                   |                   |                   |                   |                   |                   |                   |                   |        |        |        |        |        |        |        |        |        |
|  | Jets d'Évry Viry             | A8                  | 0                        | 1                   |                                |                     |                     |                           |                           |                           |                           |                           |                           |                           |                                |                   |                   |                   |                   |                   |                   |                   |                   |        |        |        |        |        |        |        |        |        |

##### Finale
| 15 avril 2023 | Vaujany | 3-2 (2-0, 0-1, 1-1) | Meudon | Patinoire de Vaujany 451 spectateurs |

| Feuille de match | Feuille de match | Feuille de match    | Feuille de match                                                                              | Feuille de match                                                            |
| ---------------- | --- | ------------------- | --------------------------------------------------------------------------------------------- | --------------------------------------------------------------------------- |
|                  | Guidoux (De Smitt, Kolinin) — 12 min 12 s De Smitt (Despatie, Boisson) — 17 min 19 s - Siraudin (Fertin, Reboh) — 47 min 41 s - | 1-0 2-0 2-1 3-1 3-2 | - Pisarik (Mony, Lorcher) — 36 min 41 s (SN) - Mony (Pisarik, Lorcher) — 59 min 1 s (SN + CV) | Arbitrage : Damien Icard Juges de lignes: Florian Baudry et Charles Baudoin |
| Tran             | Gardiens | Bouteiller          |                                                                                               | Arbitrage : Damien Icard Juges de lignes: Florian Baudry et Charles Baudoin |
| 40 min           | Pénalités | 37 min              |                                                                                               | Arbitrage : Damien Icard Juges de lignes: Florian Baudry et Charles Baudoin |
|                  | |                     |                                                                                               | Arbitrage : Damien Icard Juges de lignes: Florian Baudry et Charles Baudoin |

| 16 avril 2023 | Vaujany | 5-3 (1-0, 3-2, 1-1) | Meudon | Patinoire de Vaujany 432 spectateurs |

| Feuille de match | Feuille de match | Feuille de match                | Feuille de match | Feuille de match                                                                  |
| ---------------- | --- | ------------------------------- | --- | --------------------------------------------------------------------------------- |
|                  | Reboh (Bachelet, Siraudin) — 9 min 12 s Renault (Siraudin, Maguin) — 27 min Letellier — 28 min 52 s (IN) - Dupont (Kolonin, Guidoux) — 32 min 32 s - Letellier (Reboh, Nicoud) — 41 min 22 s (IN) - | 1-0 2-0 3-0 3-1 4-1 4-2 5-2 5-3 | - Guimbard (Mony, Weber) — 32 min 6 s - Torstensson (Sahagun, Mony) — 39 min 52 s (SN) - Bushbacher (Sahagun) — 56 min 24 s | Arbitrage : Frédéric Peurière Juges de lignes: Florian Baudry et Benjamin Auméras |
| Tran             | Gardiens | Bouteiller                      | | Arbitrage : Frédéric Peurière Juges de lignes: Florian Baudry et Benjamin Auméras |
| 37 min           | Pénalités | 8 min                           | | Arbitrage : Frédéric Peurière Juges de lignes: Florian Baudry et Benjamin Auméras |
|                  | |                                 | | Arbitrage : Frédéric Peurière Juges de lignes: Florian Baudry et Benjamin Auméras |

| 22 avril 2023 | Meudon | 5-3 (1-1, 1-2, 3-0) | Vaujany | Patinoire de Meudon 700 spectateurs |

| Feuille de match | Feuille de match | Feuille de match                | Feuille de match | Feuille de match                                                                |
| ---------------- | --- | ------------------------------- | --- | ------------------------------------------------------------------------------- |
|                  | - Alvau (Sebag) — 9 min 40 s - Sebag (Lorcher) — 31 min 30 s Mony (Pisarik) — 45 min 33 s (SN) Ch. Radolanirina (Mouratov, Sahagun) — 48 min 32 s Bushbacher — 59 min 30 s (CV) | 0-1 1-1 1-2 1-3 2-3 3-3 4-3 5-3 | Siraudin (Bachelet, Despatie) — 6 min 4 s - Guidoux (Bachelet) — 25 min 19 s (2 SN) Fertin (Despatie, Siraudin) — 26 min 24 s (SN) - | Arbitrage : Sébastien Geoffroy Juges de lignes: Quentin Cady et Nicolas Messier |
| Bouteiller       | Gardiens | Tran                            | | Arbitrage : Sébastien Geoffroy Juges de lignes: Quentin Cady et Nicolas Messier |
| 8 min            | Pénalités | 4 min                           | | Arbitrage : Sébastien Geoffroy Juges de lignes: Quentin Cady et Nicolas Messier |
|                  | |                                 | | Arbitrage : Sébastien Geoffroy Juges de lignes: Quentin Cady et Nicolas Messier |

| 23 avril 2023 | Meudon | 5-2 (1-0, 2-2, 2-0) | Vaujany | Patinoire de Meudon 853 spectateurs |

| Feuille de match | Feuille de match | Feuille de match            | Feuille de match                                                            | Feuille de match                                                               |
| ---------------- | --- | --------------------------- | --------------------------------------------------------------------------- | ------------------------------------------------------------------------------ |
|                  | Mony (Torstensson, Pisarik) — 8 min 11 s (SN) Sahagun (Torstensson, Lorcher) — 22 min 47 s (SN) Mony (Lorcher, Pisarik) — 26 min 9 s (SN) - Kebets (Alvau) — 55 min 6 s Mony (Bushbacher) — 59 min 31 s (CV) | 1-0 2-0 3-0 3-1 3-2 4-2 5-2 | - Grossetete — 26 min 24 s Bachelet (Siraudin, Fertin) — 28 min 31 s (SN) - | Arbitrage : Philippe Frossard Juges de lignes: Charles Baudoin et Quentin Cady |
| Bouteiller       | Gardiens | Tran                        |                                                                             | Arbitrage : Philippe Frossard Juges de lignes: Charles Baudoin et Quentin Cady |
| 10 min           | Pénalités | 8 min                       |                                                                             | Arbitrage : Philippe Frossard Juges de lignes: Charles Baudoin et Quentin Cady |
|                  | |                             |                                                                             | Arbitrage : Philippe Frossard Juges de lignes: Charles Baudoin et Quentin Cady |

| 26 avril 2023 | Vaujany | 8-6 (5-3, 1-2, 2-1) | Meudon | Patinoire Polesud 2 153 spectateurs |

| Feuille de match | Feuille de match | Feuille de match                                        | Feuille de match | Feuille de match                                                               |
| ---------------- | --- | ------------------------------------------------------- | --- | ------------------------------------------------------------------------------ |
|                  | - Siraudin (Bachelet, Maguin) — 4 min 21 s - Bachelet (Fertin) — 12 min 5 s (SN) Grossetete — 12 min 14 s Bachelet (Siraudin) — 12 min 42 s Fertin (Siraudin, Bachelet) — 15 min 36 s (SN) - Despatie (Bachelet) — 29 min 41 s (2 SN) - Bachelet — 44 min 32 s (SN) - Bachelet (Despatie) — 59 min 44 s (IN + CV) | 0-1 1-1 1-2 2-2 3-2 4-2 5-2 5-3 5-4 6-4 6-5 7-5 7-6 8-6 | Alvau — 2 min 39 s - Kebets (Sebag, Guimbard) — 8 min 55 s - Sebag — 18 min 17 s Bushbacher (Mony, Guimbard) — 25 min 45 s - Pisarik — 39 min 8 s (SN) - Pisarik (Sahagun) — 49 min 33 s (SN) - | Arbitrage : Sébastien Geoffroy Juges de lignes: Florian Baudry et Quentin Cady |
| Tran             | Gardiens | Bouteiller                                              | | Arbitrage : Sébastien Geoffroy Juges de lignes: Florian Baudry et Quentin Cady |
| 26 min           | Pénalités | 18 min                                                  | | Arbitrage : Sébastien Geoffroy Juges de lignes: Florian Baudry et Quentin Cady |
|                  | |                                                         | | Arbitrage : Sébastien Geoffroy Juges de lignes: Florian Baudry et Quentin Cady |

#### Poule de maintien
La poule de maintien se joue du 4 mars 2023 au 15 avril 2023. Les équipes placées au-delà de la huitième place de chaque poule participent à la phase finale de maintien, qui se déroule sous forme de poule où toutes les équipes se rencontrent en match aller – retour, un classement de 1 à 4 est établi suivant les modalités applicables à la saison régulière.

##### Résultats
Le score de l'équipe à domicile, située dans la colonne de gauche, est inscrit en premier.
| Résultats (dom.\ext.)                                              | AMI | CLE | COL | WAS |
| Gothiques d'Amiens II                                              |     | 5-2 | 4-6 | 8-4 |
| Sangliers Arvernes de Clermont                                     | 0-4 |     | 2-3 | 9-1 |
| Titans de Colmar                                                   | 5-3 | 1-4 |     | 5-2 |
| Lions de Wasquehal                                                 | 3-6 | 4-7 | 4-3 |     |
| - Victoire à domicile - Victoire à l'extérieur - Match non disputé |     |     |     |     |

Pr. : Prolongation    -    TF : Tirs de fusillade

##### Classement
- Les équipes classées 3e et 4e de la poule de maintien sont reléguées en Division 3,

| Clt   | Équipe    | PJ | V | VP | D | DP | BP | BC | Diff | Pts |
| ----- | --------- | -- | - | -- | - | -- | -- | -- | ---- | --- |
| +001, | Amiens II | 6  | 4 | 0  | 2 | 0  | 30 | 20 | +10  | 12  |
| +002, | Colmar    | 6  | 4 | 0  | 2 | 0  | 23 | 19 | +4   | 12  |
| +003, | Clermont  | 6  | 3 | 0  | 3 | 0  | 24 | 18 | +6   | 9   |
| +004, | Wasquehal | 6  | 1 | 0  | 5 | 0  | 18 | 38 | -20  | 3   |

- relégué en Division 3

## Division 3

### Équipes engagées
Les trente-trois équipes engagées, dont quatorze équipes réserves et une équipe basée au Luxembourg, sont réparties en quatre groupes régionaux (le 2 suivant le nom d'une équipe indique qu'il s'agit d'une équipe réserve) :
| Club                       | Classement 2021-2022 | Entraîneur          | Patinoire                         | Capacité théorique |
| -------------------------- | -------------------- | ------------------- | --------------------------------- | ------------------ |
| Dragons de Poitiers        | 20e (Division 2)     | Alexander Logutenko | Patinoire de Poitiers             | 810                |
| Aigles de La Roche-sur-Yon | 1er (Poule A)        | Juraj Ocelka        | Complexe Arago                    | 1 200              |
| Hormadi Anglet II          | 2e (Poule A)         | Stanislas Aubert    | Patinoire de la Barre             | 1 200              |
| Boxers de Bordeaux II      | 5e (Poule A)         | Guy Dupuis          | Patinoire de Mériadeck            | 3 312              |
| Dogs de Cholet II          | 6e (Poule A)         | Grégory Gougeon     | Pôle Sportif Glisséo              | 1 200              |
| Albatros de Brest II       | 6e (Poule B)         | Serge Toukmatchev   | Rïnkla Stadium                    | 1 200              |
| Cormorans de Rennes        | 7e (Poule A)         | Yven Sadoun         | Patinoire du Blizz                | 750                |
| Taureaux de feu de Limoges | 8e (Poule A)         | Axel Barnique       | Patinoire municipale des Casseaux | 990                |

| Club                        | Classement 2021-2022 | Entraîneur          | Patinoire                         | Capacité théorique |
| --------------------------- | -------------------- | ------------------- | --------------------------------- | ------------------ |
| Drakkars de Caen II         | 2e (Poule B)         | Martial Janil       | Patinoire de Caen la mer          | 1 499              |
| Caribous de Seine-et-Marne  | 2e (Poule C)         | Romain Danton       | Patinoire La Cartonnerie          | 450                |
| Remparts de Tours II        | 3e (Poule A)         | Normand Roy         | Patinoire de Tours                | 2 316              |
| Castors d'Asnières          | 3e (Poule B)         | François Lafontaine | Patinoire des Courtilles          | 1 421              |
| Renards d'Orléans           | 4e (Poule A)         | Gilbert Ledigarcher | Patinoire du Baron                | 920                |
| Jokers de Cergy-Pontoise II | 4e (Poule B)         | Éric Sarliève       | Aren'ice                          | 3 000              |
| Élans de Champigny          | 4e (Poule C)         | Jérôme Veret        | Patinoire de Champigny-sur-Marne  | 450                |
| Tigres de l'ACBB            | 5e (Poule B)         | Petr Prajsler       | Patinoire de Boulogne-Billancourt | 1 800              |
| Grizzly de Garges           | 7e (Poule B)         | Eddy Dana           | Patinoire du Val de France        | 700                |

| Club                            | Classement 2021-2022 | Entraîneur                | Patinoire                  | Capacité théorique |
| ------------------------------- | -------------------- | ------------------------- | -------------------------- | ------------------ |
| Graoullys de Metz               | 3e (Poule C)         | Andreï Essipov            | Ice Arena de Metz          | 500                |
| Ducs de Dijon                   | 5e (Poule C)         | Claire Simond Sylvain Roy | Patinoire Trimolet         | 1 000              |
| Chevaliers du lac d'Annecy II   | 5e (Poule D)         | -                         | Complexe Jean Régis        | 1 650              |
| Gaulois de Châlons-en-Champagne | 6e (Poule C)         | Juraj Sadloň              | Patinoire Cités Glace      | 700                |
| Strasbourg II                   | 7e (Poule C)         | -                         | Patinoire Iceberg          | 2 400              |
| Lions de Compiègne              | 8e (Poule B)         | Benoit Fevrilliez         | Patinoire de Compiègne     | 400                |
| Tornado Luxembourg              | 8e (Poule C)         | Christer Eriksson         | Patinoire de Kockelscheuer | 1 000              |
| Scorpions de Mulhouse II        | NC                   | Evgueni Kouznetsov        | Patinoire de l'Illberg     | 1 600              |

| Club                          | Classement 2021-2022 | Entraîneur           | Patinoire                                                                           | Capacité théorique |
| ----------------------------- | -------------------- | -------------------- | ----------------------------------------------------------------------------------- | ------------------ |
| Lions de Lyon                 | 1er (Poule C)        | Damien Raux          | Patinoire Charlemagne                                                               | 4 200              |
| Boucaniers de Toulon          | 2e (Poule D)         | Jozef Držík          | Patinoire de la Garde                                                               | 1 600              |
| Castors d'Avignon             | 3e (Poule D)         | Jordane Fazende      | Palais de la Glace                                                                  | 500                |
| Diables rouges de Briançon II | 4e (Poule D)         | Damien Ribourg       | Patinoire René-Froger                                                               | 2 300              |
| Aigles de Nice II             | 6e (Poule D)         | Marc Leroux          | Palais des sports Jean-Bouin                                                        | 1 200              |
| Krokos de Nîmes               | 7e (Poule D)         | Raphaël Facchini     | Patinoire de Nîmes                                                                  | 300                |
| Loups de Savoie               | 8e (Poule D)         | Jean-Robert Becqwort | Patinoire Patinoire Buisson Rond Patinoire de Méribel Halle olympique d'Albertville | 1 200 2 500 3 500  |
| Ours de Villard-de-Lans II    | 9e (Poule D)         | Pierre Piquemal      | Patinoire André Ravix                                                               | 2 000              |

- Légende des couleurs

- Rétrogradé de Division 2 2021-2022
- Nouvelle équipe

### Saison régulière
La saison régulière se joue du 24 septembre 2022 au 4 mars 2023.
Les trente-trois équipes engagées sont réparties en quatre poules (de huit ou neuf équipes), les matchs se jouent en aller-retour. Les quatre premiers de chaque groupe se qualifient pour la phase finale.
Durant la phase finale qui se joue en matchs aller-retour (ainsi quand il y a match nul, il n'y a pas de prolongation, le score est conservé tel quel), le score cumulé désignant le vainqueur, les qualifiés du groupe A affrontent ceux du groupe B et ceux du groupe C sont opposés à ceux du groupe D. Les vainqueurs des quarts de finale se qualifient pour le carré final.
Les quatre qualifiés pour le carré final sont rassemblés au sein d'une poule unique qui se joue en matchs simples. L'équipe finissant à la première place est sacrée championne de Division 3. Le champion et le deuxième sont promus en Division 2.
- Pour l'attribution des points, voir la section « Règlement » ci-dessus.

#### Groupe A
Le score de l'équipe à domicile, située dans la colonne de gauche, est inscrit en premier.
| Résultats (▼dom., ►ext.)                                           | AGL   | BOR  | BRE    | CHO  | LRY  | LIM  | POI   | REN  |
| Hormadi Anglet II                                                  |       | 6-4  | 12-1   | 5-4  | 1-5  | 17-1 | 7-4   | 5-2  |
| Boxers de Bordeaux II                                              | 7-5   |      | 8-2    | 1-5  | 1-7  | 9-0  | 1-4   | 9-2  |
| Albatros de Brest II                                               | 1-8   | 6-1  |        | 1-2  | 0-19 | 6-3  | 7-5   | 3-2  |
| Dogs de Cholet II                                                  | 5-6TF | 8-4  | 5-4    |      | 1-4  | 13-2 | 5-6Pr | 6-3  |
| Aigles de La Roche-sur-Yon                                         | 7-1   | 6-2  | 10-0   | 14-1 |      | 12-2 | 11-3  | 16-1 |
| Taureaux de feu de Limoges                                         | 2-4   | 4-7  | 2-5    | 4-8  | 0-14 |      | 1-8   | 4-9  |
| Dragons de Poitiers                                                | 0-4   | 5-7  | 9-10Pr | 8-5  | 2-7  | 8-5  |       | 9-1  |
| Cormorans de Rennes                                                | 2-4   | 2-12 | 5-3    | 2-8  | 1-14 | 5-4  | 2-3   |      |
| - Victoire à domicile - Victoire à l'extérieur - Match non disputé |       |      |        |      |      |      |       |      |

| Clt   | Équipe           | PJ | V  | VP | D  | DP | BP  | BC  | Diff | Pts |
| ----- | ---------------- | -- | -- | -- | -- | -- | --- | --- | ---- | --- |
| +001, | La Roche-sur-Yon | 14 | 14 | 0  | 0  | 0  | 146 | 16  | +130 | 42  |
| +002, | Anglet II        | 14 | 10 | 1  | 3  | 0  | 85  | 45  | +40  | 32  |
| +003, | Cholet II        | 14 | 8  | 0  | 4  | 2  | 76  | 64  | +12  | 26  |
| +004, | Poitiers         | 14 | 6  | 1  | 6  | 1  | 74  | 73  | +1   | 21  |
| +005, | Bordeaux II      | 14 | 7  | 0  | 7  | 0  | 73  | 62  | +11  | 21  |
| +006, | Brest II         | 14 | 5  | 1  | 8  | 0  | 49  | 91  | -42  | 17  |
| +007, | Rennes           | 14 | 3  | 0  | 11 | 0  | 39  | 100 | -61  | 9   |
| +008, | Limoges          | 14 | 0  | 0  | 14 | 0  | 34  | 125 | -91  | 0   |

- Qualifié pour les matchs d'interclassement de tête de séries
- Qualifié les barrages pour les huitièmes de finale

#### Groupe B
Le score de l'équipe à domicile, située dans la colonne de gauche, est inscrit en premier.
| Résultats (▼dom., ►ext.)                                           | ASN   | BOU  | CAE  | CER   | CMP   | DAM  | GAR  | ORL   | TRS   |
| Castors d'Asnières                                                 |       | 9-4  | 1-2  | 3-2   | 3-1   | 1-7  | 8-2  | 5-8   | 2-3TF |
| Tigres de l'ACBB                                                   | 2-4   |      | 0-5  | 1-3   | 3-4   | 3-2  | 10-4 | 1-3   | 2-3Pr |
| Drakkars de Caen II                                                | 1-3   | 8-2  |      | 3-4TF | 4-6   | 4-7  | 4-0  | 5-4Pr | 2-5   |
| Jokers de Cergy-Pontoise II                                        | 3-2   | 6-1  | 9-1  |       | 2-1Pr | 0-9  | 6-5  | 3-5   | 4-1   |
| Élans de Champigny                                                 | 5-4   | 6-2  | 4-3  | 3-5   |       | 1-7  | 4-1  | 5-7   | 5-4Pr |
| Caribous de Seine-et-Marne                                         | 8-7TF | 10-3 | 8-3  | 3-5   | 7-8   |      | 6-4  | 8-5   | 8-5   |
| Grizzly de Garges                                                  | 4-3   | 4-6  | 2-13 | 2-12  | 1-7   | 7-15 |      | 2-4   | 3-8   |
| Renards d'Orléans                                                  | 3-2Pr | 7-1  | 3-5  | 3-6   | 3-6   | 3-7  | 8-5  |       | 10-2  |
| Remparts de Tours II                                               | 5-2   | 4-1  | 5-2  | 6-5Pr | 5-4   | 12-3 | 8-3  | 2-4   |       |
| - Victoire à domicile - Victoire à l'extérieur - Match non disputé |       |      |      |       |       |      |      |       |       |

| Clt   | Équipe               | PJ | V  | VP | D  | DP | BP  | BC  | Diff | Pts |
| ----- | -------------------- | -- | -- | -- | -- | -- | --- | --- | ---- | --- |
| +001, | Dammarie             | 16 | 11 | 1  | 4  | 0  | 115 | 71  | +44  | 35  |
| +002, | Cergy-Pontoise II    | 16 | 10 | 2  | 3  | 1  | 75  | 49  | +26  | 35  |
| +003, | Tours II             | 16 | 8  | 3  | 4  | 1  | 78  | 60  | +18  | 31  |
| +004, | Champigny            | 16 | 9  | 1  | 5  | 1  | 70  | 61  | +9   | 30  |
| +005, | Orléans              | 16 | 9  | 1  | 5  | 1  | 80  | 65  | +15  | 30  |
| +006, | Asnières-sur-Seine   | 16 | 6  | 0  | 7  | 3  | 59  | 60  | -1   | 21  |
| +007, | Caen II              | 16 | 6  | 1  | 8  | 1  | 65  | 63  | +2   | 21  |
| +008, | Boulogne-Billancourt | 16 | 3  | 0  | 12 | 1  | 42  | 82  | -40  | 10  |
| +009, | Garges               | 16 | 1  | 0  | 15 | 0  | 49  | 122 | -73  | 3   |

- Qualifié pour les matchs d'interclassement de tête de séries
- Qualifié les barrages pour les huitièmes de finale

#### Groupe C
Le score de l'équipe à domicile, située dans la colonne de gauche, est inscrit en premier.
| Résultats (▼dom., ►ext.)                                           | ANN   | CHL | COM   | DIJ | LUX | MTZ   | MUL | STR  |
| Chevaliers du lac d'Annecy II                                      |       | 3-6 | 5-6Pr | 2-4 | 3-2 | 1-6   |     | 11-4 |
| Gaulois de Châlons-en-Champagne                                    | 6-2   |     | 7-4   | 5-3 | 7-2 | 3-5   |     | 5-1  |
| Lions de Compiègne                                                 | 3-5   | 2-8 |       | 1-4 | 3-1 | 5-9   |     | 8-3  |
| Ducs de Dijon                                                      | 4-1   | 4-1 | 12-4  |     | 8-1 | 2-3Pr |     | 7-2  |
| Tornado Luxembourg                                                 | 6-5Pr | 3-4 | 2-8   | 1-7 |     | 0-4   |     | 5-1  |
| Graoullys de Metz                                                  | 10-3  | 2-5 | 10-3  | 2-6 | 7-2 |       |     | 5-1  |
| Scorpions de Mulhouse II                                           |       |     |       |     |     |       |     |      |
| CSG Strasbourg II                                                  | 1-4   | 1-4 | 4-11  | 1-8 | 3-4 | 1-11  |     |      |
| - Victoire à domicile - Victoire à l'extérieur - Match non disputé |       |     |       |     |     |       |     |      |

| Clt   | Équipe               | PJ | V  | VP | D  | DP | BP | BC | Diff | Pts |
| ----- | -------------------- | -- | -- | -- | -- | -- | -- | -- | ---- | --- |
| +001, | Dijon                | 12 | 10 | 0  | 1  | 1  | 69 | 24 | +45  | 31  |
| +002, | Châlons-en-Champagne | 12 | 10 | 0  | 2  | 0  | 61 | 32 | +29  | 30  |
| +003, | Metz                 | 12 | 9  | 1  | 2  | 0  | 74 | 32 | +42  | 29  |
| +004, | Annecy II            | 12 | 4  | 0  | 6  | 2  | 45 | 58 | -13  | 14  |
| +005, | Compiègne            | 12 | 4  | 1  | 7  | 0  | 58 | 70 | -12  | 14  |
| +006, | Luxembourg           | 12 | 2  | 1  | 9  | 0  | 30 | 60 | -30  | 8   |
| +007, | Strasbourg II        | 12 | 0  | 0  | 12 | 0  | 23 | 84 | -61  | 0   |
| +008, | Mulhouse II          | -  | -  | -  | -  | -  | -  | -  | -    | -   |

- Qualifié pour les matchs d'interclassement de tête de séries
- Qualifié les barrages pour les huitièmes de finale
- L'équipe s'est retirée avant le début du championnat

#### Groupe D
Le score de l'équipe à domicile, située dans la colonne de gauche, est inscrit en premier.
| Résultats (▼dom., ►ext.)                                           | AVI | BRI   | LYO   | NIC   | NÎM   | SAV   | TLN   | VIL |
| Castors d'Avignon                                                  |     | 5-2   | 1-5   | 5-6Pr | 2-4   | 12-4  | 3-2   | 7-3 |
| Diables rouges de Briançon II                                      | 3-2 |       | 8-9Pr | 7-2   | 6-4   | 7-1   | 3-2Pr | 3-4 |
| Lions de Lyon                                                      | 6-3 | 7-6   |       | 8-1   | 5-0   | 13-2  | 4-5Pr | 4-0 |
| Aigles de Nice II                                                  | 6-3 | 4-6   | 2-5   |       | 2-5   | 8-6   | 7-8Pr | 9-6 |
| Krokos de Nîmes                                                    | 4-5 | 6-1   | 2-9   | 5-4   |       | 5-4Pr | 0-5   | 2-8 |
| Loups de Savoie                                                    | 5-2 | 7-8Pr | 3-6   | 3-8   | 6-3   |       | 6-5   | 3-2 |
| Boucaniers de Toulon                                               | 0-3 | 8-3   | 4-5   | 3-5   | 3-1   | 5-4Pr |       | 8-2 |
| Ours de Villard-de-Lans II                                         | 6-3 | 5-6TF | 1-4   | 4-7   | 6-7TF | 4-10  | 5-2   |     |
| - Victoire à domicile - Victoire à l'extérieur - Match non disputé |     |       |       |       |       |       |       |     |

| Clt   | Équipe             | PJ | V  | VP | D | DP | BP | BC | Diff | Pts |
| ----- | ------------------ | -- | -- | -- | - | -- | -- | -- | ---- | --- |
| +001, | Lyon               | 14 | 12 | 1  | 0 | 1  | 90 | 38 | +52  | 39  |
| +002, | Briançon II        | 14 | 5  | 3  | 5 | 1  | 69 | 66 | +3   | 22  |
| +003, | Nice II            | 14 | 6  | 1  | 6 | 1  | 71 | 74 | -3   | 21  |
| +004, | Avignon            | 14 | 6  | 0  | 7 | 1  | 57 | 56 | +1   | 19  |
| +005, | Toulon             | 14 | 4  | 3  | 6 | 1  | 60 | 52 | +8   | 19  |
| +006, | Savoie             | 14 | 5  | 0  | 6 | 3  | 64 | 88 | -24  | 18  |
| +007, | Nîmes              | 14 | 4  | 2  | 8 | 0  | 48 | 66 | -18  | 16  |
| +008, | Villard-de-Lans II | 14 | 4  | 0  | 8 | 2  | 56 | 75 | -19  | 14  |

- Qualifié pour les matchs d'interclassement de tête de séries
- Qualifié les barrages pour les huitièmes de finale

### Phase finale
Durant les séries éliminatoires qui se jouent en matchs aller-retour (ainsi quand il y a match nul au premier match, il n'y a pas de prolongation, le score est conservé tel quel), le score cumulé désignant le vainqueur. Les vainqueurs des barrages sont opposés aux 8 équipes ayant disputé les matchs d'interclassement.
Lors du tour préliminaire et des huitièmes de finale, les qualifiés du groupe A affrontent ceux du groupe B et ceux du groupe C sont opposés à ceux du groupe D.
En quart de finale le brassage est total.
Les quatre qualifiés pour le carré final sont rassemblés au sein d'une poule unique qui se joue en matchs simples. L'équipe finissant à la première place est sacrée champion de Division 3, elle est promue en Division 2 avec l'équipe classée deuxième du carré final.

#### Tour préliminaire
Le match aller se joue chez l'équipe la moins bien classée à l'issue de la phase de poule.

en italique : les équipes ne pouvant pas être promues
| Équipe 1                      | Aller | Total | Retour | Équipe 2                           |
| ----------------------------- | ----- | ----- | ------ | ---------------------------------- |
| Aigles de La Roche-sur-Yon A1 | 4-0   | 10-3  | 6-3    | B2 Jokers de Cergy-Pontoise II     |
| Caribous de Seine-et-Marne B1 | 3-4   | 9-8   | 6-4    | A2 Hormadi Anglet II               |
| Ducs de Dijon C1              | 4-2   | 16-3  | 12-1   | D3 Aigles de Nice II               |
| Lions de Lyon D1              | 5-4   | 12-6  | 7-2    | C2 Gaulois de Châlons-en-Champagne |

- Qualifié pour les huitièmes de finale en tant que tête de série
- Qualifié pour les huitièmes de finale

| Équipe 1                         | Aller | Total | Retour | Équipe 2                 |
| -------------------------------- | ----- | ----- | ------ | ------------------------ |
| Dogs de Cholet II A3             | 2-4   | 5-8   | 3-4    | B6 Castors d'Asnières    |
| Remparts de Tours II B3          | 8-1   | 15-7  | 7-6    | A6 Albatros de Brest II  |
| Dragons de Poitiers A4           | 4-5   | 7-12  | 3-7    | B5 Renards d'Orléans     |
| Élans de Champigny B4            | 3-10  | 8-12  | 5-2    | A5 Boxers de Bordeaux II |
| Graoullys de Metz C3             | 5-2   | 13-4  | 8-2    | D6 Loups de Savoie       |
| Diables rouges de Briançon II D2 | 4-2   | 8-4   | 4-2    | C6 Tornado Luxembourg    |
| Chevaliers du lac d'Annecy II C4 | 5-4   | 9-12  | 4-8    | D5 Boucaniers de Toulon  |
| Castors d'Avignon D4             | 4-6   | 11-10 | 7-4 F  | C5 Lions de Compiègne    |

- Qualifié pour les huitièmes de finale

#### Séries éliminatoires
|  | Huitièmes de finale             | Huitièmes de finale             | Huitièmes de finale           | Huitièmes de finale | Huitièmes de finale | Huitièmes de finale        |                            |    | Quarts de finale | Quarts de finale | Quarts de finale | Quarts de finale | Quarts de finale | Quarts de finale |
|  |                                 |                                 |                               |                     |                     |                            |                            |    |                  |                  |                  |                  |                  |                  |
|  | 1er et 8 avril 2023             |                                 |                               |                     |                     |                            |                            |    |                  |                  |                  |                  |                  |                  |
|  |                                 |                                 |                               |                     |                     |                            |                            |    |                  |                  |                  |                  |                  |                  |
|  | Aigles de La Roche-sur-Yon      | Aigles de La Roche-sur-Yon      | A1                            | 6                   | 5                   |                            |                            |    |                  |                  |                  |                  |                  |                  |
|  | Aigles de La Roche-sur-Yon      | Aigles de La Roche-sur-Yon      | A1                            | 6                   | 5                   | 22 et 29 avril 2023        |                            |    |                  |                  |                  |                  |                  |                  |
|  | Boxers de Bordeaux II           | Boxers de Bordeaux II           | A5                            | 4                   | 0                   |                            |                            |    |                  |                  |                  |                  |                  |                  |
|  | Boxers de Bordeaux II           | Boxers de Bordeaux II           | A5                            | 4                   | 0                   | Aigles de La Roche-sur-Yon | Aigles de La Roche-sur-Yon | A1 | 4                | 9                |                  |                  |                  |                  |
|  | 1er et 15 avril 2023            |                                 |                               |                     |                     | Aigles de La Roche-sur-Yon | Aigles de La Roche-sur-Yon | A1 | 4                | 9                |                  |                  |                  |                  |
|  |                                 | Diables rouges de Briançon II   | Diables rouges de Briançon II | D2                  | 2                   | 3                          |                            |    |                  |                  |                  |                  |                  |                  |
|  | Gaulois de Châlons-en-Champagne | Gaulois de Châlons-en-Champagne | Diables rouges de Briançon II | D2                  | 2                   | 3                          | C2                         | 3  | 7                |                  |                  |                  |                  |                  |
|  | Gaulois de Châlons-en-Champagne | Gaulois de Châlons-en-Champagne |                               |                     |                     |                            | C2                         | 3  | 7                |                  |                  |                  |                  |                  |
|  | Diables rouges de Briançon II   | Diables rouges de Briançon II   | D2                            | 10                  | 2                   |                            |                            |    |                  |                  |                  |                  |                  |                  |
|  | Diables rouges de Briançon II   | Diables rouges de Briançon II   | D2                            | 10                  | 2                   |                            |                            |    |                  |                  |                  |                  |                  |                  |
|  | 1er et 15 avril 2023            |                                 |                               |                     |                     |                            |                            |    |                  |                  |                  |                  |                  |                  |
|  |                                 |                                 |                               |                     |                     |                            |                            |    |                  |                  |                  |                  |                  |                  |
|  | Caribous de Seine-et-Marne      | Caribous de Seine-et-Marne      | B1                            | 8                   | 7                   |                            |                            |    |                  |                  |                  |                  |                  |                  |
|  | Caribous de Seine-et-Marne      | Caribous de Seine-et-Marne      | B1                            | 8                   | 7                   | 22 et 29 avril 2023        |                            |    |                  |                  |                  |                  |                  |                  |
|  | Renards d'Orléans               | Renards d'Orléans               | B5                            | 3                   | 2                   |                            |                            |    |                  |                  |                  |                  |                  |                  |
|  | Renards d'Orléans               | Renards d'Orléans               | B5                            | 3                   | 2                   | Caribous de Seine-et-Marne | Caribous de Seine-et-Marne | B1 | 9                | 10               |                  |                  |                  |                  |
|  | 1er et 15 avril 2023            |                                 |                               |                     |                     | Caribous de Seine-et-Marne | Caribous de Seine-et-Marne | B1 | 9                | 10               |                  |                  |                  |                  |
|  |                                 | Aigles de Nice II               | Aigles de Nice II             | D3                  | 4                   | 6                          |                            |    |                  |                  |                  |                  |                  |                  |
|  | Aigles de Nice II               | Aigles de Nice II               | Aigles de Nice II             | D3                  | 4                   | 6                          | D3                         | 9  | 6                |                  |                  |                  |                  |                  |
|  | Aigles de Nice II               | Aigles de Nice II               |                               |                     |                     |                            | D3                         | 9  | 6                |                  |                  |                  |                  |                  |
|  | Graoullys de Metz               | Graoullys de Metz               | C3                            | 4                   | 5                   |                            |                            |    |                  |                  |                  |                  |                  |                  |
|  | Graoullys de Metz               | Graoullys de Metz               | C3                            | 4                   | 5                   |                            |                            |    |                  |                  |                  |                  |                  |                  |
|  | 8 et 15 avril 2023              |                                 |                               |                     |                     |                            |                            |    |                  |                  |                  |                  |                  |                  |
|  |                                 |                                 |                               |                     |                     |                            |                            |    |                  |                  |                  |                  |                  |                  |
|  | Ducs de Dijon                   | Ducs de Dijon                   | C1                            | 3                   | 6                   |                            |                            |    |                  |                  |                  |                  |                  |                  |
|  | Ducs de Dijon                   | Ducs de Dijon                   | C1                            | 3                   | 6                   | 22 et 29 avril 2023        |                            |    |                  |                  |                  |                  |                  |                  |
|  | Castors d'Avignon               | Castors d'Avignon               | D4                            | 1                   | 1                   |                            |                            |    |                  |                  |                  |                  |                  |                  |
|  | Castors d'Avignon               | Castors d'Avignon               | D4                            | 1                   | 1                   | Ducs de Dijon              | Ducs de Dijon              | C1 | 1                | 7                |                  |                  |                  |                  |
|  | 8 et 15 avril 2023              |                                 |                               |                     |                     | Ducs de Dijon              | Ducs de Dijon              | C1 | 1                | 7                |                  |                  |                  |                  |
|  |                                 | Remparts de Tours II            | Remparts de Tours II          | B3                  | 3                   | 1                          |                            |    |                  |                  |                  |                  |                  |                  |
|  | Hormadi Anglet II               | Hormadi Anglet II               | Remparts de Tours II          | B3                  | 3                   | 1                          | A2                         | 1  | 3                |                  |                  |                  |                  |                  |
|  | Hormadi Anglet II               | Hormadi Anglet II               |                               |                     |                     |                            | A2                         | 1  | 3                |                  |                  |                  |                  |                  |
|  | Remparts de Tours II            | Remparts de Tours II            | B3                            | 2                   | 3 P                 |                            |                            |    |                  |                  |                  |                  |                  |                  |
|  | Remparts de Tours II            | Remparts de Tours II            | B3                            | 2                   | 3 P                 |                            |                            |    |                  |                  |                  |                  |                  |                  |
|  | 1er et 15 avril 2023            |                                 |                               |                     |                     |                            |                            |    |                  |                  |                  |                  |                  |                  |
|  |                                 |                                 |                               |                     |                     |                            |                            |    |                  |                  |                  |                  |                  |                  |
|  | Lions de Lyon                   | Lions de Lyon                   | D1                            | 6                   | 3                   |                            |                            |    |                  |                  |                  |                  |                  |                  |
|  | Lions de Lyon                   | Lions de Lyon                   | D1                            | 6                   | 3                   | 22 et 29 avril 2023        |                            |    |                  |                  |                  |                  |                  |                  |
|  | Boucaniers de Toulon            | Boucaniers de Toulon            | D5                            | 0                   | 0                   |                            |                            |    |                  |                  |                  |                  |                  |                  |
|  | Boucaniers de Toulon            | Boucaniers de Toulon            | D5                            | 0                   | 0                   | Lions de Lyon              | Lions de Lyon              | D1 | 5                | 5                |                  |                  |                  |                  |
|  | 8 et 15 avril 2023              |                                 |                               |                     |                     | Lions de Lyon              | Lions de Lyon              | D1 | 5                | 5                |                  |                  |                  |                  |
|  |                                 | Jokers de Cergy-Pontoise II     | Jokers de Cergy-Pontoise II   | B2                  | 2                   | 3                          |                            |    |                  |                  |                  |                  |                  |                  |
|  | Jokers de Cergy-Pontoise II     | Jokers de Cergy-Pontoise II     | Jokers de Cergy-Pontoise II   | B2                  | 2                   | 3                          | B2                         | 2  | 6                |                  |                  |                  |                  |                  |
|  | Jokers de Cergy-Pontoise II     | Jokers de Cergy-Pontoise II     |                               |                     |                     |                            | B2                         | 2  | 6                |                  |                  |                  |                  |                  |
|  | Castors d'Asnières              | Castors d'Asnières              | B6                            | 0                   | 2                   |                            |                            |    |                  |                  |                  |                  |                  |                  |

en italique : les équipes ne pouvant pas être promues

### Carré final
Les équipes qualifiées pour la poule finale, sont identifiées par les lettres A, B, C et D correspondant à leur classement en saison régulière. Les poules n'étant pas égales en nombre d'équipes (1 poule de 7, 2 poules de 8 et 1 poule de 9), les résultats obtenus face aux huitième et neuvième de poule sont retirés pour établir ce classement. L'équipe organisatrice du carré final se voit automatiquement attribuer la lettre A. L'ordre des matchs pour ce carré final est le suivant :
- 1er  jour : B - C, A - D
- 2e jour : B - D, A - C
- 3e jour : C - D, A - B

Voici les équipes qualifiées ainsi que leur lettre :
| Lettre | Équipe                     | Saison régulière | Points    | Différence de buts |
| ------ | -------------------------- | ---------------- | --------- | ------------------ |
| A      | Lions de Lyon              | 1er (Poule D)    | 33 points | +45                |
| B      | Aigles de La Roche-sur-Yon | 1er (Poule A)    | 36 points | +106               |
| C      | Ducs de Dijon              | 1er (Poule C)    | 31 points | +45                |
| D      | Caribous de Seine-et-Marne | 1er (Poule B)    | 26 points | +28                |

Le système des points est identique à la phase régulière (voir Formule de la saison).

#### Résultats
| 6 mai 2023 | La Roche-sur-Yon | 6-4 (2-2, 3-1, 1-1) | Dijon | Patinoire Charlemagne 310 spectateurs |

| Feuille de match | Feuille de match | Feuille de match                        | Feuille de match | Feuille de match                                                                |
| ---------------- | --- | --------------------------------------- | --- | ------------------------------------------------------------------------------- |
|                  | - Rajnoha (Manon) — 16 min 41 s - Donald (Jacques, Klyuev) — 19 min 2 s Joerger (Farkašovský, Manon) — 30 min 49 s (SN) Manon — 33 min 37 s - Selin (Rajnoha, Farkašovský) — 35 min 56 s - Klyuev (Donald) — 53 min 22 s (SN) | 0-1 1-1 1-2 2-2 3-2 4-2 4-3 5-3 5-4 6-4 | Chabert (Lacroix, Durin) — 8 min 4 s - Valtat (Devaux, Bourgin) — 18 min 51 s - Durin (Chabert, Lacroix) — 33 min 54 s - Durin (Chabert) — 45 min 16 s - | Arbitrage : Romain Bispo Juges de ligne : Julien Le Monnier et David Tchekachev |
| Trutt            | Gardiens | Krofta                                  | | Arbitrage : Romain Bispo Juges de ligne : Julien Le Monnier et David Tchekachev |
| 10 min           | Pénalités | 16 min                                  | | Arbitrage : Romain Bispo Juges de ligne : Julien Le Monnier et David Tchekachev |
|                  | |                                         | | Arbitrage : Romain Bispo Juges de ligne : Julien Le Monnier et David Tchekachev |

| 6 mai 2023 | Lyon | 5-4 (2-2, 2-1, 1-1) | Dammarie | Patinoire Charlemagne 1 160 spectateurs |

| Feuille de match | Feuille de match | Feuille de match                    | Feuille de match | Feuille de match                                                                 |
| ---------------- | --- | ----------------------------------- | --- | -------------------------------------------------------------------------------- |
|                  | - Smirnov (Baravaglio, Lamothe) — 11 min 6 s Lamothe (Smirnov, Kuľha) — 14 min 14 s (SN) - Kuľha (Kubovčík, Smirnov) — 21 min 9 s - Smirnov (Kubovčík, Lamothe) — 32 min 27 s (SN) Kubovčík (Fanget, J. Estienne) — 44 min 16 s - | 0-1 1-1 2-1 2-2 3-2 3-3 4-3 5-3 5-4 | Lacheny (Belhassen, Dellazzeri) — 1 min 7 s - Lacheny (Levillain, Lebrun) — 17 min 20 s - Ledoux (R. Danton, Dellazzeri) — 24 min 37 s - Levillain (Lacheny, Costes) — 53 min 30 s | Arbitrage : Mikaël Rommevaux Juges de ligne : Quentin Cady et Johan Kirschenbaum |
| Ginier           | Gardiens | Joubert                             | | Arbitrage : Mikaël Rommevaux Juges de ligne : Quentin Cady et Johan Kirschenbaum |
| 6 min            | Pénalités | 10 min                              | | Arbitrage : Mikaël Rommevaux Juges de ligne : Quentin Cady et Johan Kirschenbaum |
|                  | |                                     | | Arbitrage : Mikaël Rommevaux Juges de ligne : Quentin Cady et Johan Kirschenbaum |

| 7 mai 2023 | La Roche-sur-Yon | 8-3 (2-1, 4-0, 2-2) | Dammarie | Patinoire Charlemagne 281 spectateurs |

| Feuille de match | Feuille de match | Feuille de match                            | Feuille de match | Feuille de match                                                                  |
| ---------------- | --- | ------------------------------------------- | --- | --------------------------------------------------------------------------------- |
|                  | Joerger (Rajnoha, Manin) — 3 min 54 s Rajnoha — 7 min 2 s (TP) - Rajnoha — 24 min 38 s Lalanne — 34 min 8 s (IN) Jacques (Rajnoha) — 36 min 3 s (IN) Donald — 39 min 50 s - Caboche (Rajnoha) — 41 min 41 s - Lalanne (Nerrière) — 59 min 12 s (IN) | 1-0 2-0 2-1 3-1 4-1 5-1 6-1 6-2 7-2 7-3 8-3 | - R. Danton (Dugas, Ledoux) — 19 min 9 s - Marouillat (Dugas, Ledoux) — 40 min 35 s - Levillain (Blanchôt, Stemper) — 57 min 4 s - | Arbitrage : Romain Bispo Juges de ligne : Johan Kirschenbaum et Julien Le Monnier |
| Trutt            | Gardiens | Roullier (40 min) Joubert (20 min)          | | Arbitrage : Romain Bispo Juges de ligne : Johan Kirschenbaum et Julien Le Monnier |
| 16 min           | Pénalités | 18 min                                      | | Arbitrage : Romain Bispo Juges de ligne : Johan Kirschenbaum et Julien Le Monnier |
|                  | |                                             | | Arbitrage : Romain Bispo Juges de ligne : Johan Kirschenbaum et Julien Le Monnier |

| 7 mai 2023 | Lyon | 5-3 (2-2, 1-0, 2-1) | Dijon | Patinoire Charlemagne 1 585 spectateurs |

| Feuille de match | Feuille de match | Feuille de match                | Feuille de match | Feuille de match                                                               |
| ---------------- | --- | ------------------------------- | --- | ------------------------------------------------------------------------------ |
|                  | Smirnov (Portier) — 12 min 54 s (SN) Kubovčík (J. Estienne) — 15 min 44 s - Kuľha (Smirnov, J. Estienne) — 24 min 21 s Smirnov (Kubovčík, Kuľha) — 42 min 40 s (SN) Kubovčík (J. Estienne, Kuľha) — 53 min 49 s - | 1-0 2-0 2-1 2-2 3-2 4-2 5-2 5-3 | - Chabert (Fahas, Lacroix) — 18 min 38 s (SN) Chabert (Lacroix) — 19 min 47 s (IN) - M. Jury (Fahas, Catalao) — 55 min 44 s (SN + JS) | Arbitrage : Mikaël Rommevaux Juges de ligne : David Tchekachev et Quentin Cady |
| Ginier           | Gardiens | Krofta                          | | Arbitrage : Mikaël Rommevaux Juges de ligne : David Tchekachev et Quentin Cady |
| 14 min           | Pénalités | 10 min                          | | Arbitrage : Mikaël Rommevaux Juges de ligne : David Tchekachev et Quentin Cady |
|                  | |                                 | | Arbitrage : Mikaël Rommevaux Juges de ligne : David Tchekachev et Quentin Cady |

| 8 mai 2023 | Dijon | 2-3 (1-2, 1-0, 0-1) | Dammarie | Patinoire Charlemagne 318 spectateurs |

| Feuille de match | Feuille de match                                                                        | Feuille de match    | Feuille de match | Feuille de match                                                                 |
| ---------------- | --------------------------------------------------------------------------------------- | ------------------- | --- | -------------------------------------------------------------------------------- |
|                  | Geantet (Petot, Neuwirth) — 6 min 51 s - Valtat (Bourgin, Catalao) — 27 min 41 s (SN) - | 1-0 1-1 1-2 2-2 2-3 | - Ledoux (R. Danton, Dugas) — 10 min 34 s (IN) Marouillat (Ledoux, R. Danton) — 17 min 20 s - Belhassen (Levillain, Lacheny) — 47 min 3 s | Arbitrage : Mikaël Rommevaux Juges de ligne : Quentin Cady et Johan Kirschenbaum |
| Krofta           | Gardiens                                                                                | Roullier            | | Arbitrage : Mikaël Rommevaux Juges de ligne : Quentin Cady et Johan Kirschenbaum |
| 4 min            | Pénalités                                                                               | 12 min              | | Arbitrage : Mikaël Rommevaux Juges de ligne : Quentin Cady et Johan Kirschenbaum |
|                  |                                                                                         |                     | | Arbitrage : Mikaël Rommevaux Juges de ligne : Quentin Cady et Johan Kirschenbaum |

| 8 mai 2023 | Lyon | 1-3 (1-1, 0-1, 0-1) | La Roche-sur-Yon | Patinoire Charlemagne 1 821 spectateurs |

| Feuille de match | Feuille de match                         | Feuille de match | Feuille de match                                                                                | Feuille de match                                                                |
| ---------------- | ---------------------------------------- | ---------------- | ----------------------------------------------------------------------------------------------- | ------------------------------------------------------------------------------- |
|                  | Lamothe (Smirnov) — 17 min 55 s (2 SN) - | 1-0 1-1 1-2 1-3  | - Farkašovský (Selin) — 18 min 30 s (IN) Selin — 28 min (SN) Donald (Joerger) — 59 min 5 s (SN) | Arbitrage : Romain Bispo Juges de ligne : Julien Le Monnier et David Tchekachev |
| Ginier           | Gardiens                                 | Trutt            |                                                                                                 | Arbitrage : Romain Bispo Juges de ligne : Julien Le Monnier et David Tchekachev |
| 14 min           | Pénalités                                | 20 min           |                                                                                                 | Arbitrage : Romain Bispo Juges de ligne : Julien Le Monnier et David Tchekachev |
|                  |                                          |                  |                                                                                                 | Arbitrage : Romain Bispo Juges de ligne : Julien Le Monnier et David Tchekachev |

| Clt   | Équipe           | PJ | V | VP | D | DP | BP | BC | Diff | Pts |
| ----- | ---------------- | -- | - | -- | - | -- | -- | -- | ---- | --- |
| +001, | La Roche-sur-Yon | 3  | 3 | 0  | 0 | 0  | 17 | 8  | +9   | 9   |
| +002, | Lyon             | 3  | 2 | 0  | 1 | 0  | 11 | 10 | +1   | 6   |
| +003, | Dammarie         | 3  | 1 | 0  | 2 | 0  | 10 | 15 | -5   | 3   |
| +004, | Dijon            | 3  | 0 | 0  | 3 | 0  | 9  | 14 | -5   | 0   |

- Promu en Division 2